# Дидје Дрогба
Дидје Ив Дрогба Тебили (фр. Didier Yves Drogba Tébily; Абиџан, 11. март 1978) бивши је фудбалер из Обале Слоноваче, који је играо на позицији нападача. Бивши је капитен и најбољи стријелац у историји репрезентације Обале Слоноваче. Највише времена провео је у Челсију, за који је постигао 164 гола и четврти је најбољи стријелац клуба у историји, као и најбољи страни стријелац. Изабран је за најбољег играча Челсија икада од стране навијача, у анкети коју је спровео клупски часопис 2012. године, а у којој је учествовало око 20.000 навијача. Такође, изабран је у идеални тим клуба за деценију 2010—2020. у анкети коју је часопис спровео 2020. године. У избору за најбољег Афричког фудбалера свих времена по избору часописа Africa Top sports нашао се на четвртом мјесту, иза Самјуела Етоа, Џорџа Вее и Рожеа Миле. Био је познат по својој физичкој снази, брзини, способности у ваздуху, снажним и прецизним ударцима, као и контроли лопте. Добио је награду за афричког фудбалера године два пута, док је у избору четири пута био на другом мјесту по чему је рекордер, три пута је био на трећем мјесту по чему је такође рекордер, а рекордер је и по броју избора у најбоља три афричка фудбалера године са укупно девет.
Јуниорску каријеру почео је са десет година, а са 18 година је почео професионалну каријеру у Ле Ману, који се тада такмичио у Другој лиги Француске. Године 2002. прешао је у Генган, а након што је у сезони 2002/03. постигао 17 голова на 34 утакмице, прешао је у Олимпик Марсељ, гдје је сезону 2003/04. завршио као трећи стријелац лиге са постигнутих 19 голова и помогао је тиму да дође до финала Купа УЕФА.
У јулу 2004. прешао је у Челси за 24 милиона фунти, чиме је постао најскупље плаћени фудбалер из Обале Слоноваче у историји. У сезони 2004/05. првој у клубу, освојио је Премијер лигу, прву за Челси након 50 година. У сезони 2005/06. помогао је клубу да освоји другу титулу заредом, док је у сезони 2006/07. постао први играч који је постигао гол у финалима ФА Купа и Лига Купа у истој сезони и изабран је у идеални тим године у избору FIFPro за 2007. У марту 2012. године, постао је први афрички фудбалер који је постигао 100 голова у Премијер лиги. Два мјесеца касније, постигао је гол у побједи против Ливерпула у финалу ФА Купа, чиме је постао први играч у историји који је постигао гол у четири финала ФА Купа. У мају исте године, постигао је гол за изједначење у 88. минуту у финалу Лиге шампиона против Бајерн Минхена, а затим је постигао одлучујући гол за побједу на пенале и прву титулу првака Европе за Челси. Након осам година, напустио је клуб на љето 2012. и прешао је у Шангај Шенхуа, гдје је провео шест мјесеци, а затим је прешао у Галатасарај, за који је постигао гол за побједу у финалу Купа Турске 2013. Након двије године, на љето 2014. вратио се у Челси. Са одиграних десет финала са клубовима, освојених десет трофеја и постигнутих десет голова, описан је као „ултимативни играч за велике утакмице“. Године 2015. прешао је у канадски Монтреал импакт, гдје је провео двије сезоне и постигао 23 гола на 41 утакмици. Године 2017. прешао је у Финикс рајзинг, чији је био један од власника. За клуб је одиграо 26 утакмица и постигао 17 голова, а на љето 2018. завршио је каријеру, са 40 година. На дан 21. априла 2022. уврштен је у Кућу славних Премијер лиге.
За репрезентацију Обале Слоноваче играо је у периоду од 2002. до 2014. године, а именован је за капитена 2006. године. Био је члан тима на Свјетском првенству 2006. првом за репрезентацију, на којем је постигао и први гол за репрезентацију на Свјетском првенству у историји. Предводио је тим до два финала Афричког купа нација: 2006. и 2012. а оба пута је Обала Слоноваче изгубила на пенале, од Египта и Замбије. Био је капитен на Свјетским првенствима 2010. и 2014. на којима је Обала Слоноваче оба пута испала у групној фази. На дан 8. августа 2014. завршио је репрезентативну каријеру, а са постигнутих 65 голова на 105 утакмица, најбољи је стријелац у историји Обале Слоноваче.
И у току и након завршетка каријере, бавио се друштвеним проблемима у Африци, а играо је кључну улогу у постизању мира у својој домовини у току Грађанског рата 2005. Године 2007. именован је за амбасадора добре воље у програму Уједињених нација за развој, док је у децембру 2018. године постао потпредсједник међународне организације Мир и спорт. Нашао се на списку 100 најутицајнијих људи на свијету у избору часописа Time 2010. године, док је 2020. добио награду предсједника Уефе.

## Дјетињство и јуниорска каријера
Рођен је у Абиџану, граду који се налази на јужној обали Обале Слоноваче, као припадник Бете народа. Његова породица је припадала средњој класи; његов отац Алберт је радио у великој банци у Абиџану, док је његова мајка Клотилда завршавала студије у вријеме када се породила док је била у десетом мјесецу трудноће, а такође је планирала да се запосли у банци. Рођен је као прво дијете у породици, а има двије сестре и три брата. Проходао је са седам мјесеци, а када је био мали, мајка му је дала надимак „Тито“, по предсједнику Југославије Јосипу Брозу Титу, коме се дивила. Од малих ногу је заволио фудбал и често га је играо, а идол му је био Дијего Армандо Марадона. Његов ујак, Мишел Гоба, био је професионални фудбалер и живио је у Француској. Понекад је долазио у Обалу Слоноваче да посјети породицу. Дрогба је идеализовао свог ујака, желио је да се угледа на њега, због чега је тражио да оде са њим у Француску, а родитељи, који су жељели бољу будућност за свог сина, дали су сагласност за то и са пет година се преселио у Француску да живи са ујаком. Касније је истакао да је селидба и одвојеност од родитеља у раном добу доста утицала на његов карактер, а о путовању је изјавио: „морао сам да путујем сам, имао сам само пет година. Сјећам се да ми је ова ствар висила око врата, етикета на којој је писало како се зовем, а стјуардеса је пазила на мене. Било је веома, веома тешко.“ Први француски град у који се настанио био је Брест, гдје је његов ујак у том тренутку играо у истоименом клубу. Није морао да учи француски, јер му је то био матерњи језик. У свом разреду у школи, био је једино црно дијете, што му је отежавало изградњу односа са друговима из разреда који су га негативно третирали због другачије боје коже. Његову ситуацију су отежавале и честе селидбе са ујаком у друге француске градове, пошто је Мишел често мијењао клубове. Због тих промјена, с времена на вријеме морао је да се пресели у нову школу и почне да се прилагођава новим друговима из разреда. Убрзо након пресељења у Француску, ујак Мишел и његова жена почели су процес добијања формалног старатељства над њим, али је процес трајао дуго и он није могао да остане у земљи након што је папирологија истекла, због чега се, након три године у Француској, вратио родитељима у Обалу Слоноваче. Касније је изјавио: „када сам стигао у Француску, сваки дан сам плакао. Не зато што сам био у Француској – могао сам да будем било гдје – већ зато што сам био тако далеко, далеко од својих родитеља. Много су ми недостајали.“
У домовини је играо фудбал сваког дана на паркингу у граду, а годину дана након повратка, његов ујак је попунио потребна документа за старатељство и он се вратио у Француску. Године 1987. са девет година, први пут се уписао у фудбалску школу, у клубу Динкерк, гдје је његов ујак играо у том тренутку. Ујак га је научио многим фудбалским вјештинама и имао је велики утицај на развој његовог стила игре. Због селидбе у друге градове са ујаком, промијенио је неколико клубова, играо је у Турсингу, Абевилу и Вану. Године 1991. и његови родитељи су отпутовали у Француску након што су изгубили послове због финансијске нестабилности у држави, настанивши се у Вану, гдје су изнајмили малу собу, а одлучили су да је за Дидјеа најбоље да остане код ујака. Отац није одобравао његову жељу да постане професионални фудбалер. Сматрао је да га спорт одвлачи од школе, јер су му се оцјене погоршале након што је почео да тренира, због чега је једном морао да понавља годину. Обећао је оцу да ће побољшати своје оцјене и да неће играти фудбал годину дана, што је и урадио. Године 1993. након што су му се родитељи преселили у Онтони у предграђу Париза, са 15 година се вратио да живи са њима и браћом и сестрама, а након побољшања школских оцјена, отац му је дозволио да поново почне да игра фудбал и примљен је у академију локалног клуба Левалоа. У почетку је играо на позицији десног бека, али је касније, по савјету ујака, који му је рекао да су сви у породици нападачи, почео да игра на позицији централног нападача. Отац и даље није одобравао његову жељу да постане фудбалер. У периоду последњих дана школовања у Француској, било је неопходно изабрати будућу специјалност њиховог рада, а Дрогба је, под притиском свог оца, изабрао професију рачуновође. То је урадио због распореда часова који му је омогућавао да путује на тренинге у Левалоа Пере. У клубу је провео четири године, након чега је размишљао о преласку на виши ниво, пошто је клуб играо само на аматерском нивоу. Ујак му је договорио да оде на пробу у Рен, али он није обавијестио свог тренера у Левалои — Жака Лонкара. На проби је било 100 играча, а на крају их је остало више од три, али Дрогба није изабран. Када се вратио у Левалоу, тренер му је рекао да је обавијестио скауте у Рену да је непослушан јер га није поштовао тиме што га није обавјештавао, због чега му је Дрогба рекао да ће напустити фудбал. Убрзо након Рена, отишао је на пробу у Генган, али је већ на другом тренингу сломио пету метатарзалну кост, што га је спријечило да пређе у професионални тим. Лонкар га је повезао са академијом Париз Сен Жермена и тренером Ле Мана. Није могао одмах да постигне договор са академијом, а након што је стигла понуда од Ле Мана, одлучио је да пређе тамо.

## Професионална каријера

### Ле Ман
Када је завршио школу, преселио се у Ле Ман да студира рачуноводство на Универзитету и да игра у млађим категоријама истоименог клуба. Касније је истакао да је у Ле Ману први пут осјетио оно што се тражи од професионалног фудбалера. Имао је заслуге, потенцијал и одређене вјештине, али његова главна мана у то вријеме била је физичка форма, на коју је утицала и повреда метатарзалне кости коју је доживио прије преласка у клуб. Није био спреман за свакодневне притиске на тренинзима, али је тренер клуба — Марк Вестерлоп вјеровао у његов потенцијал. Вестерлоп је касније изјавио: „Дидјеу је било потребно четири године како би био способан да тренира сваки дан и игра сваке недеље. Видио сам да је прошао кроз тешке тренутке, тешка му је била породична ситуација: живио је код ујака, па код родитеља. Требало му је времена да све то свари.“ Он никад није био у фудбалској академији и озбиљно је почео да тренира тек у одраслом добу. Због промијењеног режима тренинга и повећаног оптерећења, почео је да задобија много повреда; неке су биле лакше, а неке озбиљније, због чега је морао да паузира по неколико мјесеци, а понекад је морао да паузира и до шест мјесеци. У октобру 1997. године, после неколико мјесеци у тиму, поново је сломио метатарзалну кост, али на другом стопалу. На крају сезоне, сломио је скочни зглоб и лисну кост, због чега је сумњао у своју будућност у фудбалу. Није успио да обнови уговор са клубом, а шансе да клуб продужи уговор са трауматским играчен који је задобио тешку повреду биле су мале, али је уговор на крају ипак продужен.
Када је напунио 21 годину, схватио је да мора да мора што прије да се формира као играч или ће имати мале шансе да постане професионални фудбалер. До почетка своје друге сезоне у клубу, наставио је са тренинзима, одлучан да побољша своју кондицију. Убрзо је почео да игра за други тим и постиже голове, а једном је био уврштен у први тим, али је остао на клупи цијелу утакмицу. На крају сезоне је ипак дебитовао за први тим, 22. маја 1999. на утакмици против Кана. Након тога, понуђено му је да потпише свој први професионални уговор са клубом. Тада је већ имао 21 годину, што се сматрало озбиљним добом за играча почетника по фудбалским стандардима, али тренер Вестерлоп је наставио да верује у вјерује у њега и хтио је да му пружи шансу у првом тиму. Такође у то вријеме, добио је свог првог агента — Папе Дијуфа, а исте године је добио сина Исака са супругом Алом, за шта је касније истакао да је била кључна прекретница у његовом животу. У првој сезони у првом тиму постигао је седам голова на 30 утакмица, након чега је поново сломио лисну кост. Уз његову повреду, дошло је и до погоршања клупских резултата на почетку сезоне 2000/01. због чега је тренер Вестерлоп добио отказ и замијенио га је Тјери Гуде. Данијел Кузен се усталио у стартној постави, а када се Дрогба опоравио, углавном је био на клупи и није постигао ниједан гол у сезони. У сезони 2001/02. поново се вратио у стартну поставу и постигао је пет голова на 21 утакмици.

### Генган
На зиму 2002. године, француски прволигаш Генган је изразио интересовање за трансфер Дрогбе, тражећи играча за позицију нападача. Ле Ман није хтио да га пусти, али му је уговор истицао следећег љета, што би му омогућило да бесплатно напусти клуб. Да не би изгубио новац, Ле Ман је пристао да га прода, а за његов трансфер плаћено је 80.000 фунти. Неколико дана након трансфера, пријављен је за утакмицу Генгана против Меца, пошто су очекивали да ће он постати главни стријелац у тиму. На дан 30. јануара 2002. године, дебитовао је за Генган против Меца, постигавши гол на дебију за побједу од 4 : 2. Упркос томе што је постигао гол на дебију, ријетко је давао голове до краја те сезоне, постигао је три на 11 утакмица, због чега је тренерско особље сумњало у његове способности. Генган се до последњег кола борио да остане у Лиги 1 и успио је да избори опстанак. У сезони 2002/03. постигао је 17 голова на 34 утакмице у лиги, завршивши на трећем мјесту листе стријелаца, иза Паулете и Шабанија Нонде, а Генган је сезону завршио на седмом мјесту, што је био најбољи резултат у историји клуба. Касније је истакао да је толико голова постигао захваљујући саиграчу Флорану Малуди, са којим је постао добар пријатељ, а са ким је поново играо у истом тиму у наставку каријере. На крају сезоне, водећи клубови Француске — Олимпик Лион и Олимпик Марсељ, жељели су да га купе. Одлучио је да пређе у Марсељ, за који је навијао од малена.

### Олимпик Марсељ
Марсељ га је платио 3,3 милиона фунти, односно око 6 милиона евра. У новом клубу је успио да се брзо прилагоди новим саиграчима и тренеру Алену Перену. Играо је у тандему са египатским нападачем Мидом и почео је да постиже голове на првим припремним утакмицама. Већ у првом колу Лиге 1 у сезони 2003/04. Марсељ је играо против Генгана у гостима, а Дрогба је добро дочекан од стране и играча и навијача. Први гол за Марсељ постигао је у августу 2003. године, на гостовању против Ланса у поразу од 2 : 1. Након тога, Марсељ је побиједио Аустрију Беч у квалификацијама за Лигу шампиона 2003/04. и пласирао се у групну фазу. Дана 16. септембра 2003. одиграо је своју прву утакмицу у групној фази Лиге шампиона и постигао први гол, у поразу на гостовању против Реал Мадрида 4 : 2. У другом колу, постигао је хет-трик у побједи против Партизана од 3 : 0, док је у трећем колу постигао гол у поразу од Порто 3 : 2 кући. На крају утакмице разговарао је са тренером Порта — Жозеом Морињом, који је био импресиониран његовом игром и изјавио је да ће га у будућности довести у тим када буде имао прилику. Сезона није била успјешна за клуб, који је изгубио прво мјесто у Лиги 1, док је у Лиги шампиона завршио на трећем мјесту у групи. Иако је клуб испао у групној фази, Дрогба је са пет голова завршио на петом мјесту листе стријелаца. Неки од играча су били у сукобу са главним тренером Перином, а у тиму није било вође који би могао да среди ствари. Ту улогу је током сезоне преузео Дрогба, што је поправило атмосферу међу играчима, али је Перин на зиму добио отказ. Под новим тренером Жозеом Анигом, постао је пуноправни вођа тима, заједно са голманом Фабјеном Бартезом, који је дошао у зиму 2004. Након што је клуб завршио на трећем мјесту у групној фази Лиге шампиона, наставио је такмичење у Купу УЕФА, у којем је стигао до финала, гдје је изгубио од Валенсије 2 : 0. Дрогба је са шест голова завршио као један од четири најбоља стријелца Купа УЕФА, заједно са Матејом Кежманом, Аланом Ширером и Сонијем Андерсоном. У француској Лиги 1 постигао је 19 голова, завршивши на трећем мјесту листе стријелаца, иза Џибрила Сисеа и Александера Фраја, док је сезону завршио са постигнутих 32 гола у свим такмичењима. Због својих игара проглашен је за играча године у Француској, а као један од главних разлога за своје добре игре током сезоне, навео је добру физичку форму коју је успио да стекне кроз сталне тренинге, као и рад са новим личним физиотерапеутима.
Прије финала Купа УЕФА, поклонио је дрес базилици у Марсељу — Нотр Дам де ла Гард, гдје је уоквирен. На крају сезоне продужио је уговор са клубом, али је Челси, који је на љето 2004. године преузео Жозе Морињо, послао велику понуду за његову куповину, коју је Марсељ прихватио. Дрогба није желио да напусти клуб, јер је био задовољан и тимом и условима живота у Француској, док прелазак у Енглеску није доживљавао као рационалну одлуку. Марсељ је хтио да добије што више новца за њега, а и сумњали су да ће моћи да настави да игра на истом нивоу и наредних сезона. Пошто није видио самопоуздање у руководству, промијенио је првобитну одлуку и напустио тим.

### Челси

#### 2004—2006: Прилагођавање и први трофеј
На дан 21. јула 2004. године, прешао је у Челси за 24 милиона фунти. Клуб из Левалое, у чијем је омладинском саставу провео четири године, добио је проценат од његовог трансфера у износу од 600.000 фунти. Тај новац је помогао клубу да настави своје постојање и да унаприједи стадион, који је касније преименован у Дрогбину част. Након његовог доласка у клуб, тренер Челсија — Жозе Морињо је критикован, новинари су сматрали да је нападач из француског првенства, који није био много познат широком кругу гледалаца, плаћен превисоко. У новом клубу изабрао је број 15, у част датума рођења свог сина Исака, јер је број 11, који је носио у Марсељу и претходним тимовима, носио везиста Дејмијен Даф. У време трансфера није знао енглески, што му је представљало проблем на почетку боравка у Енглеској. Одмах по доласку у клуб, нашао је заједнички језик са тренером Морињом, са којим је наставио да одржава добре односе и након што је отишао из клуба. На позитиван однос са тренером утицале су промјене у тренажном процесу; Морињо је велику пажњу посветио развоју фудбалских вјештина, не фокусирајући тренинге само на повећање издржљивости, што га је разликовало од тренера са којима је Дрогба раније радио и свидио му се такав приступ тренинзима.
На дан 30. јула 2004. дебитовао је за Челси у пријатељској утакмици против Роме; ушао је у игру у другом полувремену и постигао гол у побједи од 3 : 0. Прву званичну утакмицу одиграо је 16. августа, када је асистирао Ејдуру Гвидјонсену за побједу од 1 : 0 против, Манчестер јунајтеда. Први гол за клуб дао је у трећем колу Премијер лиге, када је постигао главом водећи гол у побједи од 2 : 0 против Кристал Паласа. Касније је изјавио да се није одмах навикао на моћни фудбал који су играли многи енглески тимови, као и на велику брзину игре уопште и велики број утакмица. Требало му је времена да се прилагоди том систему, а и даље је био узнемирен због тога што је морао да напусти Марсељ. Наредни гол постигао је мјесец дана након првог, у побједи на гостовању против Мидлсброа од 1 : 0 у седмом колу, након чега је на утакмици против Ливерпула у осмом колу покидао мишић стомака, због чега је морао на операцију и паузирао је скоро два мјесеца, пропуствши седам утакмица у Премијер лиги. У јануару, на двије утакмице је постигао по два гола: у побједи од 2 : 0 против Мидлсброа, када је дао два гола за два минута, као и у побједи од 3 : 0 против Портсмута. У првој утакмици осмине финала Лиге шампиона 2004/05. против Барселоне, добио је црвени картон због судара са голманом Виктором Валдесом у 56. минуту, при вођству Челсија од 1 : 0; након картона, Барселона је преокренула и побиједила 2 : 1. Због искључења протествовали су и тренер и навијачи, а судија Андерс Фриск почео је да добија пријетње смрћу послије утакмице, због чега је одбио да суди у реваншу. Челси је у реваншу побиједио 4 : 2 и пласирао се у четвртфинале. У том периоду, Челси је стигао до финала Лига купа, које је одиграно крајем фебруара 2005. на стадиону Миленијум. Дрогба је постигао гол у побједи од 3 : 2 против Ливерпула након продужетака, чиме је освојио први трофеј у каријери. У четвртфиналу Лиге шампиона, дао је по један гол у обје утакмице, а Челси је побиједио Бајерн Минхен и пласирао се у полуфинале, гдје је изгубио од Ливерпула. Челси је доминирао у Премијер лиги већи дио сезоне, освојивши титулу са само једним поразом и 95 бодова, чиме је поставио рекорд лиге. Била је то друга титула првака Енглеске за Челси, прва након 50 година и прва од оснивања Премијер лиге. У својој првој сезони у Енглеској постигао је 16 голова на 40 утакмица у свим такмичењима; десет у Премијер лиги, пет у Лиги шампиона и један у Лига купу. Током сезоне почео је да учи енглески, а спријатељио се и са саиграчима који говоре француски — Вилијамом Галасом, Клодом Макелелеом и Жеремијем Нжитапом.
Сезону 2005/06. почео је утакмицом против Арсенала у Комјунити шилду, на којој је постигао оба гола у побједи од 2 : 1. чиме је освојио трећи трофеј са клубом. Прије почетка сезоне, Морињо је вратио у клуб Ернана Креспа, који је био на позајмици у Милану, чиме је створио конкуренцију за мјесто у стартној постави између Дрогбе и Креспа, преферирајући да их користи наизмјенично или да их мијења током утакмице. Упркос конкуренцији која је створена између њих, слагали су се, али пошто су се стално мијењали током сезоне нису могли да стекну неопходан ритам наступа. Током тог периода, Челси је играо са само једним нападачем, али је у другом дијелу сезоне Морињо почео да игра са два нападача. Са појавом другог играча у нападу играо је растерећеније, ослобођен сталног чувања од стране одбрамбених играча противничког тима и почео је редовно да постиже голове. Упркос томе, Челси је испао у трећем колу Лига купа од Чарлтона, изгубивши кући 5 : 4 на пенале, док је у Лиги шампиона испао од Барселоне у осмини финала.
У марту 2006. године, био је критикова због инцидената на утакмицама против Фулама и Манчестер Ситија. У оба меча, оптужен је да је играо руком, којом је сам себи помогао да исконтролише лопту, након чега је постигао гол. На утакмици против Фулама, гол му је поништен, док је на утакмици против Манчестер Ситија признат. На утакмици против Манчестер Ситија, навијачи су га извиждали због инцидента са Ричардом Даном, који га је у жару борбе ударио прстом у око, након чега је Дрогба почео да се грчи од болова, што је изазвало негативну реакцију и навијача Манчестер ситија и Челсија. У интервјуу послије утакмице, због још увијек слабог познавања језика, рекао је новинару да је заиста симулирао ту повреду, а енглески медији су његов одговор пренијели у негативном свијетлу. У интервјуу који је дао касније истог дана, изјавио је да није било симулације. Након утакмице, био је несрећан због тога што су му навијачи звиждали и сумњао је у позитивну будућност у клубу, због чега је размишљао о одласку, али је на крају ипак одлучио да остане. У априлу, постигао је гол у поразу 2 : 1 од Ливерпула у полуфиналу ФА купа. На крају сезоне, Челси је успио да освоји титулу првака другу сезону заредом, а Дрогба је касније истакао да га је одбрана титуле коначно увјерила да му је будућност повезана са Челсијем. У сезони је постигао 16 голова, од којих 12 у Премијер лиги, два у Комјунити шилду, као и по један у Лиги шампиона и ФА купу, захваљујући чему је био други стријелац тима, иза Френка Лампарда.

#### 2006/07: Индивидуални успјеси
Прије почетка сезоне 2006/07. Креспо је напустио тим, отишао је на позајмицу у Интер, док је у клуб дошао Андриј Шевченко из Милана. Морињо је поново планирао да игра са два играча у нападу, а као и са Креспом, Дрогба је успио да успостави добре односе са Шевченком, али је касније изјавио да је Шевченко био себичан, да се трудио да оправда уложени новац, у чему му је он помагао колико је могао, да га није видио као конкуренцију, али да се он увијек понашао као да је главни у тиму. Током љета клуб је напустио и Дејмијен Даф, који је отишао у Њукасл јунајтед, након чега је Дрогба узео број 11. Од самог почетка сезоне, почео је да даје голове; на првих пет утакмица постигао је гол на свакој. У петом колу, постигао је гол за побједу од 1 : 0 против Ливерпула, тако што је примио лопту на груди леђима окренут голу, а затим је у окрету погодио полуволеј са око 20 метара. Одбрамбени играч Ливерпула Џејми Карагер, који је чувао Дрогбу рекао је: „не можете много да урадите у одређеним ситуацијама јер су биле тако добре.“ Десет дана касније постигао је хет-трик у побједи од 3 : 1 на гостовању против Левског из Софије у другом колу групне фазе Лиге шампиона, поставши први играч Челсија који је постигао хет-трик у европским такмичењима након Ђанлуке Вијалија 1997. Крајем октобра, постигао је гол у 93. минуту за реми 2 : 2 на гостовању против Барселоне у четвртом колу групне фазе Лиге шампиона, након чега је постигао хет-трик у побједи од 4 : 0 против Вотфорда у 12. колу Премијер лиге. На дан 26. децембра, постигао је оба гола у ремију против Рединга 2 : 2, док је у фебруару 2007. постигао два гола из слободног удараца у побједи од 3 : 0 против Мидлсброа. Крајем фебруара постигао је оба гола у побједи од 2 : 1 против Арсенала у финалу Лига купа, док је у мају постигао гол за побједу од 1 : 0 након продужетака против Манчестер јунајтеда у финалу ФА купа, поставши први играч који је у истој сезони постигао гол у финалима оба купа у Енглеској и освојио их. Гол који је постигао у финалу ФА купа био је први гол постигнут на стадиону Вембли. Упркос његовом учинку, Челси је завршио на другом мјесту у Премијер лиги, шест бодова иза Манчестер јунајтеда, док је у Лиги шампиона испао у полуфиналу од Ливерпула након пенала.
Сезону је завршио са постигнута 33 гола у свим такмичењима, од чега је дао 20 у Премијер лиги, гдје је завршио као најбољи стријелац. У јануару је проглашен за фудбалера године Обале Слоноваче испред Кадера Кејте, Аруне Диндана и Коло Туреа, након чега је у марту проглашен за Афричког фудбалера године испред Самјуела Етоа и Микаела Есјена, саиграча из Челсија. Нашао се у идеалном тиму Премијер лиге за сезону 2006/07. док је у избору за фудбалера године Премијер лиге завршио на другом мјесту, иза Кристијана Роналда. Касније је у једном интервјуу изјавио да је појава снажног конкурента као што је Шевченка била подстицај да побољша своју игру, а такође је истакао да се послије успјешне сезоне поправио и његов однос са навијачима. На крају сезоне, истраживан је његов трансфер из Марсеља у Челси 2004. године, као и трансфери Есјена и Петра Чеха. У извјештају лорда Џона Стивенса о корупцији у енглеском фудбалу 2007. године, истакнута је забринутост због недостатка сарадње агената Пинија Захавија и Барија Силкмана, јер првобитно није било објављено да је Захави учествовао у бројним трансферима, а касније није доставио истрази потпуне банковне изводе због њихове повјерљиве природе.

#### 2007/08: Финале Лиге шампиона
На почетку сезоне 2007/08. Челси је у септембру имао низ лоших утакмица, због чега је, као и због несугласица са власником тима Романом Абрамовичем, Жозе Морињо напустио, што је имало снажан утицај на Дрогбу, који је успио да успостави добар однос са њим током периода заједничког рада. Објављено је да је плакао након што му је Морињо рекао да одлази, а изјавио је: „Морињов одлазак уништава извјесну фамилијарност коју смо имали у клубу. Многи од нас су играли прије свега за тренера. Сада морамо да заборавимо та осјећања и да пронађемо други извор мотивације.“ У последњим утакмицама прије одласка, одсуствовао је са терена због повреде кољена, а прву утакмицу после опоравка одиграо је под вођством новог тренера Аврама Гранта, на којој је добио два жута картона и први пут у каријери је искључен на утакмици енглеске Премијер лиге. Средином октобра, по одласку у репрезентацију, дао је интервју за часопис France Football у којем је рекао да не зна да ли ће остати у клубу и наредне сезоне, изјавивши: „желим да напустим Челси. Нешто је покварено у Челсију, штета је велика у свлачионици.“ Упркос томе што је 2006. потписао четворогодишњи уговор са клубом, у интервјуу је навео Реал Мадрид, Барселону, Интер и Милан као клубове које фаворизује и гдје би могао да настави каријеру, али је касније изјавио да се каје због тога што је рекао и да је 100% посвећен Челсију, чиме је прекинуо разне гласине о његовом могућем одласку у наредним годинама. На дан 20. октобра 2007. године, постигао је гол у побједи од 2 : 0 против Мидлсброа, док је четири дана касније постигао гол уз асистенцију у побједи од 2 : 0 против Шалкеа у трећем колу групне фазе Лиге шампиона. Крајем октобра постигао је два гола уз једну асистенцију у побједи од 6 : 0 против Манчестер Ситија, док је постигао два гола и у побједи од 4 : 0 против Розенборга у Лиги шампиона. У децембру 2007. завршио је на четвртом месту у избору за награду ФИФА фудбалер године, иза Каке, Лионела Месија и Кристијана Роналда.
Наставио је да игра добро и да постиже голове, али се повриједио у тренинг центру, због чега је одлучио да оперише кољено и одсуствовао је четири недеље, пропустивши у том периоду утакмице против Валенсије, Арсенала и Ливерпула. Вратио се за утакмицу против Квинс Парк рејнџерса у трећем колу ФА купа, гдје је играо последњих 30 минута и носио је капитенску траку, након чега је отишао да игра за репрезентацију на Афричком купу нација. Због одсуства Дрогбе и повреде Шевченка, Челси је у јануару довео Николу Анелку из Болтона у нападу. По повратку са Афричког купа нација у фебруару 2008. постигао је гол у финалу Лига купа, али је Челси изгубио 2 : 1 од Тотенхем хотспера. На дан 23. марта 2008. постигао је оба гола у побједи од 2 : 1 против Арсенала у 31. колу Премијер лиге, захваљујући чему је Челси наставио борбу за титулу са Манчестер јунајтедом.
На дан 26. априла 2008. на утакмици против Манчестер јунајтеда на Стамфорд бриџу у 36. колу, ударио је Немању Видића у осмом минуту ногом у браду; Видић је главом хтио да избаци лопту, Дрогба је превише подигао ногу и ударио га. Видић је пао на терен, усне су му биле крваве, а када су покушали да га изведу са терена био је дезорјентисан, због чега су морали да га изнесу на носилима. При крају првог полувремена, асистирао је Михаелу Балаку за водећи гол, након чега је Вејн Руни изједначио у другом полувремену, а Балак је постигао гол из пенала за побједу, захваљујући чему се Челси изједначио са Манчестер јунајтедом по броју бодова на првом мјесту на табели два кола прије краја. Након утакмице, водила се расправа да ли је Дрогба ударио Видића са намјером да га повриједи; помињала се и утакмица из новембра 2006. када је Дрогба такође ударио Видића, а Алекс Фергусон истакао да сматра да је требало да добије црвени картон, изјавивши да су такве ситуације проблем Премијер лиге, док му је судија Хауард Веб дао жути картон, а Фудбалски савез Енглеске није преиначио одлуку упркос нагађањима у медијима.
Прије реванш утакмице полуфинала Лиге шампиона против Ливерпула, Рафаел Бенитез га је оптужио за симулирање, изјавивши да може да сакупи досије његових четворогодишњих лудорија, док је Дрогба одговорио да велики тренер никада не би тако напао играча. На дан 30. априла, постигао је два гола за побједу од 3 : 2 након продужетака против Ливерпула у реванш утакмици полуфинала Лиге шампиона, чиме се Челси пласирао у финале први пут у историји, а такође је први пут избацио Ливерпул у елиминационој фази, након што је два пута испадао у полуфиналу. Дрогба је постао најбољи стријелац Челсија у европским такмичењима са 17 голова, срушивши рекорд Питера Озгуда од 16. У последњем колу Премијер лиге, Челси је ремизирао против Болтона и завршио је на другом мјесту, два бода иза Манчестер јунајтеда. У финалу Лиге шампиона, Челси је играо против Манчестер јунајтеда на стадиону Лужњики у Москви. У 117. минуту, Дрогба је добио црвени картон након што је ошамарио Видића, поставши други играч икада који је добио црвени картон у финалу Лиге шампиона, након Јенса Лемана 2006. и први који је искључен због насилничког понашања. Утакмица је завршена 1 : 1 послије продужетака, а Манчестер јунајтед је побиједио 6 : 5 на пенале; Кристијано Роналдо је промашио у трећој серији, док се Џон Тери оклизнуо приликом шута и промашио у петој серији, након чега је Едвин ван дер Сар одбранио ударац Анелке у седмој серији. Помоћни тренер Челсија — Хенк тен Кате, изјавио је касније да је било планирано да Дрогба шутира пенал у петој серији, прије него што је добио црвени картон. Неколико дана прије финала, Дрогбина баба по мајци, са којом је био доста близак, пребачена је у болницу, а касније је изјавио да због тога није могао да се сконцентрише на утакмицу, на којој је имао неколико прилика да постигне гол. Послије финала, тренер Грант је поднио оставку.
Сезону је завршио са постигнутих 15 голова на 32 утакмице у свим такмичењима, од чега је дао осам у Премијер лиги, као и шест у Лиги шампиона, гдје је завршио на диоби другог мјеста листе стријелаца заједно са Фернандом Торесом, Џерардом и Месијем, иза Кристијана Роналда са осам.

#### 2008/09: Повреде и испадање из стартне поставе
На почетку сезоне 2008/09. Луис Фелипе Сколари је постављен за тренера, Клаудио Пизаро је отишао на позајмицу у Вердер Бремен, а Шевченко у Милан и у клуб су остали Дрогба и Анелка од класичних нападача. Сколари је на тренинзима више водио рачуна о издржљивости играча, а не о раду са лоптом, што њему није одговарало. Обновио је повреду кољена коју је имао и током претходне сезоне, због чега је пропустио утакмице од августа до новембра, а након што се опоравио није био у доброј форми и углавном је био на клупи, јер је Сколари играо са једним нападачем и више је играо са Анелком. Први гол постигао је средином новембра у поразу 5 : 4 на пенале од Бернлија у осмини финала Лига купа, али је на утакмици један убачени новчић на терен бацио назад на трибине, због чега је суспендован неиграњем на три утакмице у такмичењима у Енглеској. Други гол у сезони постигао је у последњем колу групне фазе Лиге шампиона, у побједи од 2 : 1 против Клужа, док је први гол у Премијер лиги постигао крајем децембра, у побједи од 2 : 0 против Вест Бромич албиона у 19. колу.
На зиму, Сколари му је рекао да не рачуна на њега, препоручивши му да пронађе нови клуб. Упркос недостатку подршке тренера, Челси није хтио да га прода. Сколари је касније имао сукобе са неким од играча и добио је отказ у фебруару. За новог тренера постављен је Гус Хидинк, након чега се Дрогба вратио у стартну поставу, постигавши четири гола на пет утакмица, од чега је дао по гол у обје утакмице осмине финала Лиге шампиона против Јувентуса, а постигао је и гол за побједу од 1 : 0 на гостовању против Портсмута у 28. колу Премијер лиге. На дан 8. априла 2009. постигао је гол у побједи од 3 : 1 на гостовању против Ливерпула у првој утакмици четвртфинала Лиге шампиона, док је три дана касније постигао два гола у побједи против Болтона 4 : 3, а затим је постигао гол у реванш утакмици против Ливерпула у ремију 4 : 4, захваљујући чему се Челси пласирао у полуфинале Лиге шампиона. Четири дана касније, постигао је гол за побједу од 2 : 1 против Арсенала у полуфиналу ФА купа; Лампард му је додао лопту, након чега је обишао голмана Лукаша Фабијањског и дао гол за пласман у финале. У реванш утакмици полуфинала Лиге шампиона против Барселоне у Лондону, Андрес Инијеста је постигао гол у 93. минуту за реми 1 : 1, захваљујући чему је Барселона прошла у финале, док је Дрогба замијењен у другом полувремену. Играчи Челсија су сматрали да је норвешки судија Том Хенинг Евребе судио против њих и да им није досудио неколико пенала, због чега се Дрогба сукобио са њим након што је свирао крај утакмице и добио је жути картон, а затим је рекао „то је јебена срамота“, у камеру у телевизијском преносу уживо. На дан 17. јуна 2009. године, УЕФА га је казнила са суспензијом од шест утакмица неиграња у европским такмичењима, али је затим смањила на двије утакмице суспензије, а након што се клуб жалио, казна је смањена на једну утакмицу. У финалу ФА купа, постигао је гол у побједи од 2 : 1 против Евертона, што му је био шести гол у финалима куп такмичења у Енглеској, чиме је Челси освојио једини трофеј у сезони.
Сезону је завршио са постигнутих 14 голова на 42 утакмице у свим такмичењима, од чега је дао пет у Премијер лиги, пет у Лиги шампиона, три у ФА купу, као и један у Лига купу. Иако је претходно истицао да би могао да напусти клуб, продужио је уговор након што је за тренера постављен Карло Анчелоти.

#### 2009/10: Трећа титула Премијер лиге
На љето 2009. године, привремени тренер Хидинк, који је упоредо био и селектор фудбалске репрезентације Русије, напустио је тим, а Анчелоти је постављен за тренера, након што је осам година био тренер Милана. Анчелоти је одмах истакао да рачуна на Дрогбу као првог нападача, док је у клуб дошао и Данијел Стариџ, а Шевченко се вратио са позајмице. Под вођством новог тренера, успио је да се добро припреми за почетак сезоне, поврати снагу и форму, као и да се избори са болом у кољену са којим је имао проблема претходних сезона. Он је био један од вођа тима; подржавао је добро расположење саиграча и имао је ауторитет, јер је био у клубу дуже од многих играча. На отварању сезоне, постигао је гол у пенал серији у побједи од 4 : 1 на пенале против Манчестер јунајтеда, након што је утакмица завршена 2 : 2. У првом колу Премијер лиге постигао је оба гола у побједи од 2 : 1 против Хал Ситија послије преокрета, постигавши други гол у 90. минуту. У другом колу, изборио је пенал из којег је Лампард постигао гол у побједи од 3 : 1 на гостовању против Сандерланда, након чега је постигао гол у побједи од 2 : 0 на гостовању против Фулама на асистенцију Анелке, а затим је он асистирао Анелки за други гол. У петом колу, постигао је гол у побједи од 2 : 1 против Стоук Ситија, гдје је Малуда дао гол за побједу у 90. минуту, након чега је постигао гол и у побједи од 3 : 0 против Тотенхема, што му је био пети гол на првих шест утакмица у Премијер лиги.
На дан 26. септембра, постигао је стоти гол за Челси, у поразу 3 : 1 од Вигана у седмом колу, што је био први пораз Челсија у сезони. Недељу дана касније, у побједи од 2 : 0 против Ливерпула, асистирао је Анелки и Малуди за голове, након чега је постигао гол у поразу 2 : 1 од Астон Виле, као и у побједи од 5 : 0 против Блекберна, чиме је стигао до осам датих голова на десет утакмица. Крајем октобра, постигао је по гол на двије утакмице против Болтона у истој недељи, а Челси је обје добио са 4 : 0, прво у Лига купу, а затим у Премијер лиги.
Након што је пропустио прве три утакмице у Лиги шампиона због неспортског понашања, постигао је два гола у ремију 2 : 2 против Атлетико Мадрида, за који је Серхио Агверо дао гол за изједначење у 90. минуту. Крајем новембра, постигао је два гола у побједи од 3 : 0 на гостовању против Арсенала, од чега је други гол дао из слободног ударца. На дан 12. децембра, постигао је два гола у ремију 3 : 3 против Евертона, чиме је дошао до 16 датих голова на 18 утакмица, а након што је постигао гол против Фулама у побједи од 2 : 1, први дио сезоне завршио је са постигнутих 18 голова на 21 утакмици у свим такмичењима. У јануару је био на Афричком купу нација, а на првој утакмици након повратка, постигао је гол у ремију 1 : 1 против Хал Ситија, док је пет дана касније постигао оба гола у побједи од 2 : 0 против Арсенала. На дан 20. фебруара, постигао је оба гола у побједи од 2 : 0 на гостовању против Вулверхемптона, након чега је постигао два гола у побједи од 4 : 1 против Вест Хема. Десет дана касније, постигао је два гола у побједи од 5 : 0 на гостовању против Портсмута, чиме је стигао до 30 гола у сезони.
На дан 3. априла постигао је гол у побједи од 2 : 1 против Манчестер јунајтеда на Олд Трафорду у 33. колу, захваљујући чему је Челси преузео прво мјесто на табели, два бода испред Манчестер јунајтеда. У 37. колу, постигао је гол у побједи од 2 : 0 на гостовању против Ливерпула, док је у последњем колу постигао хет-трик у побједи од 8 : 0 против Вигана, чиме је освојио Премијер лигу са Челсијем по трећи пут, а са 103 постигнута гола, Челси је поставио рекорд лиге. Пред утакмице последњег кола, био је изједначен са Рунијем у врху листе стријелаца са по 26 голова. При вођству од 1 : 0 против Вигана, досуђен је пенал за Челси, Лампард није пустио Дрогбу да га шутира, а Дрогба није славио са саиграчима када је Лампард дао гол. У другом полувремену дао је гол за 5 : 0, након чега је свиран још један пенал за Челси јер је Ешли Кол оборен у шеснаестерцу; Лампард му је препустио да га шутира, а Дрогба је постигао свој други гол. У финишу је дао и трећи гол и са 29 постигнутих голова освојио је Златну копачку за најбољег стријелца Премијер лиге по други пут у каријери. Недељу дана касније, постигао је гол из слободног ударца за побједу од 1 : 0 против Портсмута у финалу ФА купа, постигавши тако гол у свих шест финала у енглеским куповима која је играо, а Челси је први пут у историји освојио и Премијер лигу и ФА куп у истој сезони.
Сезону је завршио са постигнутих 37 голова на 44 утакмице у свим такмичењима, док је по први пут изабран за играча године Челсија по избору навијача. У избору за фудбалера године Премијер лиге, завршио је на другом мјесту иза Рунија, док се нашао у идеалном тиму.

#### 2010/11: Сезона без трофеја
Током припрема за Свјетско првенство 2010. повриједио је десну руку, због чега је био приморан на операцију како би могао да игра на првенству. По завршетку првенства, подвргнут је још једној операцији, овог пута како би уклонио килу која га је мучила од 2004. године, а претходни покушаји да се она уклони били су неуспјешни. Проблем му се обновио када је током Афричког купа нација у јануару 2010. добио ударац кољеном у бубрег. Због операција и учешћа на Свјетском првенству пропустио је већи дио љетњих припрема, због чега је играо слабије у току сезоне, коју је почео у Комјунити шилду, гдје је ушао са клупе умјесто Анелке у другом полувремену, али је Челси изгубио 3 : 1 од Манчестер јунајтеда. У првом колу Премијер лиге, постигао је хет-трик у побједи од 6 : 0 против Вест Бромич албиона, након чега је уписао три асистенције, једну Анелки и двије Саломону Калуу, у побједи од 6 : 0 на гостовању против Вигана у другом колу. У трећем колу, постигао је гол из пенала након што је Томас Серенсен срушио Анелку у шеснаестерцу, у побједи од 2 : 0 против Стоук Ситија, након чега је постигао гол у побједи од 4 : 0 против Блекпула, чиме је Челси остварио свих пет побједа у првих пет кола. Након пораза од Манчестер Ситија, постигао је гол у побједи од 2 : 0 против Арсенала у седмом колу.
На дан 7. новембра 2010. био је на клупи током првог полувремена на утакмици против Ливерпула на Енфилду у 11. колу, коју је Челси изгубио 2 : 0. Касније је откривено да је боловао од маларије најмање мјесец дана. Он се жалио да се не осјећа добро прије репрезентативне паузе у октобру, али је болест откривена тек 8. новембра, након чега су из клуба објавили да ће се опоравити потпуно за неколико дана. Тада је имао 32 године и навијачи су сматрали да му је каријера у опадању. Челси је у том периоду имао шест утакмица заредом без побједе, на којима је постигао по гол у ремијима 1 : 1 против Евертона, када је дао гол из пенала, као и на гостовању против Тотенхема када је ушао са клупе у другом полувремену.
У зимском прелазном року у клуб је дошао Фернандо Торес из Ливерпула, што је повезано са повредом Дрогбе и лошом формом у његовим годинама. Клуб се надао да ће у Торесу добити Дрогбиног насљедника. Након доласка новог нападача, промијенио се систем игре; Торес је био најистуренији, док је Дрогба почео чешће да се повлачи на позицију крилног нападача или дубоко у средину терена како би Торесу оставио више простора. Упркос реконструкцији, Торес није успио да се истакне и постигао је први гол три мјесеца након доласка. На дан 2. јануара 2011. постигао је гол у ремију 3 : 3 против Астон Виле, након чега је постигао гол у побједи од 4 : 0 на гостовању против Болтона, чиме је Челси остварио трећу побједу заредом. Торес и Анелка су имали предност у стартној постави, а Дрогба је следећи гол постигао тек након три мјесеца, у ремију 1 : 1 против Стоук Ситија, док је десет дана касније постигао гол у поразу 2 : 1 од Манчестер јунајтеда у четвртфиналу Лиге шампиона, након што је ушао са клупе у другом полувремену умјесто Тореса, а Челси је испао. Четири дана касније, постигао је гол у побједи од 3 : 1 на гостовању Вест Бромич албиону у 33. колу, што му је био последњи гол у сезони.
Сезону је завршио са постигнутих 14 голова на 46 утакмице у свим такмичењима, од чега је дао 12 у Премијер лиги, као и два у Лиги шампиона. Челси је завршио на другом мјесту у Премијер лиги, девет бодова иза Манчестер јунајтеда, а Анчелоти је отпуштен на крају сезоне.

#### 2011/12: Последња сезона у Челсију и титула у Лиги шампиона
Прије почетка сезоне 2011/12. Андре Вилас Боас је постављен за новог тренера Челсија, што је Дрогби био шести тренер за седам година у клубу. Био је упознат са његовим радом и прије него што је дошао у клуб јер је био помоћник Жозеу Морињу, а први пут га је срео током периода када је играо за Марсељ, када је Боас пратио његове игре и извјештавао Мориња. Њих двојица су користили исте методе тренинга, што је обрадовало играче који су били у клубу када је ту био Морињо, али након што је постављен за новог тренера, у медијима су се појавиле гласине да намјерава да се отараси неких старијих играча, укључујући Ешлија Кола, Френка Лампарда и Дрогбу, што је имало негативан утицај на тим. Већ од првог кола у Премијер лиги, Боас је почео да користи различите играче у стартној постави у нападу; у првој утакмици стартовао је Торес, у другој Дрогба, а затим Анелка и Стариџ. У утакмици трећег кола, против Норич Ситија, доживио је потрес мозга након судара са голманом Џоном Рудијем, због чега је морао да пропусти утакмицу у Лиги шампиона и двије у Премијер лиги. Након што се опоравио, постигао је гол у побједи од 4 : 1 против Свонзи Ситија у шестом колу, што му је био први гол у сезони. На дан 23. новембра, постигао је први гол у Лиги шампиона, у поразу 2 : 1 од Бајер Леверкузена, док је 29. новембра одбио продужетак уговора и поручио да је спреман да напусти клуб.  Четири дана касније, постигао је гол у побједи од 3 : 0 на гостовању против Њукасла, након чега је постигао два гола и уписао асистенцију у побједи од 3 : 0 против Валенсије у последњем колу групне фазе Лиге шампиона. На дан 31. децембра, постигао је гол у поразу 3 : 1 од Астон Виле кући, што му је био 150 гол за Челси, чиме се изједначио са Питером Озгордом и Ројем Бентлијем на петом мјесту најбољих стријелаца клуба свих времена.
Током зимског прелазног рока, након лоших резултата и несугласица са тренером отишли су неки старији играчи; Анелка је прешао у Шангај Шенхуа тим, а Алекс у Париз Сен Жермен. Дрогба је такође хтио да оде јер није био у плановима тренера, али након што је Анелка отишао, само су Торес и он остали од искусних нападача, због чега су га из клуба замолили да остане до краја сезоне, што је прихватио. У јануару 2012. играо је са репрезентацијом на Афричком купу нација, а у првој утакмици након што се вратио, постигао је гол у побједи од 3 : 0 против Болтона, што му је био 99 гол у Премијер лиги. Након периода током којег је Челси остварио пет побједа на 16 утакмица, остао без шанси да се бори за титулу и изгубио 3 : 1 од Наполија у првој утакмици осмине финала Лиге шампиона, када су на клупи били сви старији играчи: Лампард, Есјен и Кол, Виљас Боас је отпуштен а за привременог тренера постављен је Роберто ди Матео, који му је био помоћник. На дан 10. марта, постигао је гол за побједу од 1 : 0 против Стоук Ситија, што му је био стоти гол у Премијер лиги, чиме је постао први афрички фудбалер који је постигао стотину голова у такмичењу.
На дан 14. марта, постигао је главом водећи гол против Наполија у реванш утакмици осмине финала Лиге шампиона. Челси је побиједио 3 : 1, након чега су се играли продужеци, у којима је асистирао Браниславу Ивановићу за гол и побједу од 4 : 1 и пласман у четвртфинале. Промјена тренера је позитивно утицала на играче и клуб, који је остварио неколико побједа заредом, гдје су велику улогу у подизању морала тима имали старији играчи, међу којима је био и Дрогба. На дан 15. априла, постигао је седми гол на Вемблију, у побједи од 5 : 1 против Тотенхема у полуфиналу ФА купа, док је три дана касније постигао гол за побједу од 1 : 0 против Барселоне у првој утакмици полуфинала Лиге шампиона. У реванш утакмици на Камп ноуу, Барселона је водила 2 : 0, а Тери је добио црвени картон, због чега је Дрогба играо више на средини терена и направио је пенал над Сеском Фабрегасом, који Меси није искористио. Изашао је из игре у другом полувремену, умјесто њега ушао је Торес, који је у 90. минуту постигао гол за 2 : 2 и пролаз у финале. На дан 5. маја, постигао је гол за побједу од 2 : 1 против Ливерпула у финалу ФА купа, чиме је постао први играч у историји који је постигао гол у четири финала тог такмичења. Такође, то му је био осми гол на Вемблију, чиме је постао рекордер.

У свлачионици прије велике утакмице, био је другачији Дидје, био је као животиња. Његова припрема, интензитет у његовим очима, а онда је увијек био учинковит.

— Саиграч Френк Лампард о Дрогби, који је постигао девет голова у девет финала за Челси у великим утакмицама.
У финалу Лиге шампиона против Бајерн Минхена, Томас Милер је дао гол у 83. минуту након центаршута Тонија Кроса, док је у 88. минуту Дрогба постигао гол за изједначење након корнера који је извео Хуан Мата и утакмица је завршена 1 : 1. У продужецима, направио је пенал над Френком Риберијем, али га Арјен Робен није искористио. Након што није било голова изводили су се једанаестерци; Мата је промашио за Челси у првој серији, док су за Бајерн промашили Ивица Олић и Бастијан Швајнштајгер, а у петој серији Дрогба је дао гол и Челси је освојио Лигу шампиона, први пут у историји клуба. Након утакмице, Алекс Фергусон је изјавио: „што се мене тиче, он је освојио Лигу шампиона за Челси.“ Гол који је постигао у финалу био му је девети гол на девет финала колико их је играо са клубом, о чему је Ђанфранко Цола рекао: „у свим њиховим битним утакмицама он је оставио свој печат.“
Сезону је завршио са 13 постигнутих голова на 35 утакмице у свим такмичењима, од чега је дао пет у Премијер лиги, шест у Лиги шампиона, као и три у ФА купу. На крају сезоне истекао му је уговор, одлучио је да га не продужи и напустио је клуб након осам година. У новембру 2012. године, проглашен је за најбољег играча Челсија свих времена од стране навијача, у анкети коју је спровео званични клупски часопис, а у којој је учествовало 20.000 навијача.

### Шангај Шенхуа
На дан 22. маја 2012. године, Челси је објавио на званичном сајту да ће Дрогба напустити клуб кад му истекне уговор на крају јуна 2012. Он је одлучио да напусти клуб због тога што су му понудили продужетак уговора на само једну сезону, док је он хтио да га продужи на дужи период, јер је сматрао да и даље игра на високом нивоу. Према његовим ријечима, титула у Лиги шампиона је имала значајну улогу у одлуци да оде, јер да је није освојио, остао би у клубу и покушао би поново да је освоји. Након освајања Лиге шампиона, сматрао је да је вријеме за промјену, а одлучио је да неће прећи ни у један други клуб из Енглеске. На дан 19. јуна, потписао је уговор на двије и по године са кинеским клубом Шангај Шенхуа, гдје се придружио Анелки, а објављено је да ће зарађивати 200.000 фунти недељно.
У вријеме када је прешао у клуб, Суперлига Кине била је на средини; почела је у марту, а завршавала се у новембру. На дан 22. јула, дебитовао је за нови клуб, гдје је ушао у игру у другом полувремену и асистирао Цаоу Јоњдину у ремију 1 : 1 против Гуангџоуа. Један од његових задатака у клубу био је и да обучи играче који су тамо играли у својим вјештинама, што је радио заједно са Анелком. На дан 4. августа, постигао је два гола у побједи од 5 : 1 против Хангџоу гринтауна, што су му били први голови у клубу. На дан 25. августа, постигао је два гола у ремију 3 : 3 против Шандунг луненга, а оба пута му је асистирао Анелка. У септембру, постигао је гол у побједи од 3 : 0 против Љаонинга у 24. колу, након чега је постигао гол у 25. колу, у ремију 1 : 1 против Шангај шенсина. У 26. колу, постигао је водећи гол у побједи од 2 : 1 против Хенан суншана, док је недељу дана касније постигао гол у поразу 4 : 2 од Пекинг ренеа. Након што је пропустио двије утакмице, постигао је гол у последњем колу, у побједи од 3 : 0 против Ћингдао ђонона.
Сезону је завршио са девет постигнутих голова на 11 утакмица. Након неколико мјесеци, због финансијских несугласица између акционара клуба, свим играчима у клубу више нису исплаћиване плате. У јануару 2013. године, отишао је на Афрички куп нација, а истовремено је одлучио и да раскине уговор са клубом како би имао времена да пређе у европски тим док је прелазни рок још увијек био отворен.

### Галатасарај
Након раскида уговора, италијански Јувентус је био заинтересован за њега, али хтио је да га доведе само на позајмицу, јер је управа била забринута за легалност његовог одласка из Шангаја и потпуног трансфера. Интересовање је показао и турски Галатасарај, који је био спреман да потпише пуноправни уговор са њим. Свидјела му се идеја да се врати у Лигу шампиона и да игра за велики клуб у земљи, због чега је 28. јануара потписао уговор на годину и по. Према уговору, зарађивао је четири милиона евра годишње уз четири милиона евра бонуса по сезони, односно два милиона евра за остатак сезоне 2012/13. као и 15.000 евра по утакмици. Два дана касније, Шангај Шенхуа тим је објавио да ће Дрогба прекршити уговор ако потпише за Галатасарај, након чега су упутили жалбу Фифи у којој су навели да је он и даље њихов играч и оспорили његов трансфер. Дрогба се жалио да није примао плате и тражио је од Фифе да поништи његов уговор. ФИФА је средином фебруара дозволила привремену регистрацију, како би могао да игра за клуб до одлуке, након чега је пресудила у његову корист. Касније је истакао да су и други фактори утицали на његов прелазак у Галатасарај; тренер Фатих Терим, везиста Весли Снајдер, који је такође у јануару прешао из Интера, а такође је у то вријеме већ неколико година у клубу био и његов пријатељ и саиграч из репрезентације — Емануел Ебуе, који је имао улогу у промоцији тима и модерног стадиона — Турк Телеком арене.
На дан 15. фебруара дебитовао је за клуб у побједи од 2 : 1 против Ахисарспора; ушао је у игру у другом полувремену и након корнера је постигао гол за побједу, први у новом клубу. Након тога, играо је у Лиги шампиона, гдје је Галатасарај у осмини финала побиједио Шалке и по други пут у историји стигао до четвртфинала. На дан 6. априла, постигао је два гола у побједи од 3 : 1 против Мерсин идманјурдуа, док је три дана касније постигао први гол за клуб у Лиги шампиона, у побједи од 3 : 2 против Реал Мадрида у четвртфиналу, али је Галатасарај испао јер је изгубио 3 : 0 у првој утакмици. На дан 20. априла, постигао је два гола у побједи од 3 : 1 против Елазигспора. Први трофеј са клубом освојио је 5. маја, побједом од 4 : 2 против Сиваспора, којом је Галатасарај освојио 19. титулу првака Турске. У дерби утакмици против Фенербахчеа, градског ривала из Истанбула, која је одиграна 12. маја у оквиру претпоследњег кола, а коју је Галатасарај изгубио 2 : 1, навијачи Фенербахчеа су вријеђали њега и Ебуеа на расној основи, али ни клуб ни навијачи нијесу кажњени новчано нити је изречена било каква мјера или суспензија.
На почетку сезоне 2013/14. Галатасарај је освојио Емирејтс куп, побједом од 2 : 1 против Арсенала; Дрогба је ушао у игру у другом полувремену, приликом чега су навијачи звиждали, а у последњих десет минута постигао је оба гола за преокрет и побједу. Са два гола на Емирејтс купу, стигао је до 15 постигнутих голова на 15 утакмица против Арсенала. Недељу дана касније, постигао је гол за побједу од 1 : 0 након продужетака против Фенербахчеа у Суперкупу Турске, чиме је освојио други трофеј са клубом. Први гол у првенству постигао је у четвртом колу, у ремију 1 : 1 против Анталјаспора. Недељу дана касније постигао је два гола против Бешикташа у петом колу, али је утакмица прекинута због нереда навијача Бешикташа и регистрована је службеним резултатом 3 : 0 за Галатасарај. Крајем септембра, Терим је напустио клуб, а за новог тренера постављен је Роберто Манчини. На дан 2. октобра, постигао је гол и уписао асистенцију у ремију 2 : 2 на гостовању против Јувентуса у другом колу групне фазе Лиге шампиона, док је четири дана касније постигао гол у поразу 2 : 1 од Ахисарспора у седмом колу првенства Турске. Постигао је гол и у трећем колу Лиге шампиона, у побједи од 3 : 1 против Копенхагена, док је асистирао Снајдеру за гол и побједу од 1 : 0 против Јувентуса у последњем колу групне фазе, чиме се Галатасарај пласирао у осмину финала са другог мјеста, иза Реал Мадрида.
У деветом колу првенства Турске, постигао је гол у побједи од 4 : 2 на гостовању против Кајсериспора, док је четири дана касније постигао гол у побједи од 2 : 1 против Конјаспора у десетом колу. На дан 15. децембра, постигао је гол за реми 1 : 1 против Генчлербирлигија у 15. колу, што му је био седми гол у сезони. Наредни гол постигао је 2. фебруара, у побједи од 6 : 0 против Бурсаспора, док је четири дана касније Галатасарај ремизирао 1 : 1 против Челсија у Истанбулу у првој утакмици осмине финала Лиге шампиона. У реванш утакмици, по први пут се вратио на Стамфорд бриџ од одласка из Челсија, о чему је изјавио да је било емотивно; добио је жути картон, а Челси је побиједио 2 : 0 и прошао у четвртфинале. На дан 8. марта, постигао је два гола у побједи од 6 : 1 против Ахисар Беледијеспора у 24. колу; сезону је завршио са десет постигнутих голова у првенству, док је Галатасарај завршио на другом мјесту, девет бодова иза Фенербахчеа. На крају сезоне истекао му је уговор са клубом, који није хтио да продужи. Током периода проведеног у Галатасарају, постигао је 20 голова на 53 утакмице у свим такмичењима.

### Повратак у Челси
Галатасарај му је на крају сезоне нудио продужетак уговора, али он није хтио одмах да донесе одлуку пошто су Јувентус и тренер клуба Антонио Конте били заинтересовани за њега. У јулу 2014. Конте је напустио Јувентус и трансфер није обављен. Њега је током љета 2013. хтио да доведе Морињо, који се вратио у Челси, али тада Галатасарај није хтио да га прода, пошто је у том тренутку био у тиму тек шест мјесеци. Након што је постао слободан играч, Челси му је крајем јула 2014. понудио једногодишњи уговор, који је прихватио. Клуб је 25. јула објавио на свом званичном сајту да је Дрогба потписао уговор. О свом повратку у клуб изјавио је: „то је била лака одлука. Нисам могао да одбијем прилику да поново радим са Жозеом Морињом. Сви знају да имам посебан однос са клубом и ово је за мене увијек био као дом.“ У својој аутобиографији касније је написао да се осјећао као да никад није ни одлазио, упркос томе што је било доста нових играча. О његовом повратку, Морињо је изјавио: „долази јер је један од најбољих нападача у Европи. Познајем његову личност веома добро и знам да ако се врати није заштићен историјом или оним што је раније урадио за овај клуб. Он долази са менталитетом да направи више историје.“ Три дана након доласка, клуб је објавио да ће носити дрес са бројем 15, који је носио 2004. када је први пут дошао у Челси. Мохамед Салах, који је носио тај број током сезоне 2013/14. узео је број 17, који је претходно носио Еден Азар. На дан 15. августа, објављено је да ће носити дрес са бројем 11, јер је Оскар, који је носио тај број у претходној сезони, преузео број 8 након што је Лампард прешао у Манчестер Сити. Од претходног пута када му је тренер био Морињо, тактика игре се промијенила, тим се више базирао на посјед лопте и грађење акције преко пас игре, што се разликовало у односу на први период када је тим више играо на контранападе.
На припремама је повриједио скочни зглоб, због чега је на почетку сезоне 2014/15. био у слабијој форми. Прву утакмицу по повратку у клуб одиграо је 18. августа 2014. године, када је ушао у 84. минуту умјесто Азара, у побједи од 3 : 1 на гостовању против Бернлија. На дан 17. септембра, први пут је био у стартној постави, у ремију 1 : 1 против Шалкеа у првом колу групне фазе Лиге шампиона. У октобру се повриједио Дијего Коста, због чега је Дрогба добијао више прилике да игра. Први гол у сезони постигао је из пенала, у побједи од 6 : 0 против Марибора у четвртом колу групне фазе Лиге шампиона, што је била најубједљивија побједа за Челси у Лиги шампиона у историји. Пет дана касније, стартовао је утакмицу против Манчестер јунајтеда у гостима, након што су били повријеђени и Коста и Лоик Реми, што му је била 350 утакмица за клуб. На почетку другог полувремена, постигао је главом гол за вођство, што му је био први гол у сезони у Премијер лиги, док је Ван Перси дао гол за изједначење у надокнади времена. Три дана касније, постигао је гол на асистенцију Салаха, у побједи од 2 : 1 на гостовању против Шрузбери тауна у осмини финала Лига купа, што му је био трећи гол заредом на три утакмице за недељу дана. Крајем новембра, постигао је гол у побједи од 5 : 0 на гостовању против Шалкеа у петом колу групне фазе Лиге шампиона, што му је био 50 гол у европским такмичењима. На дан 3. децембра, постигао је гол и уписао асистенцију у побједи од 3 : 0 против Тотенхема, док је три дана касније постигао једини гол за клуб у поразу 2 : 1 од Њукасла у 15. колу, што је био први пораз Челсија у сезони и трећи заредом у гостима против Њукасла.
У јануару 2015. године добио је награду Удружења фудбалских новинара за животно дјело. На дан 1. марта, Челси је побиједио Тотенхем 2 : 0 у финалу Лига купа, чиме је освојио свој први трофеј од повратка у тим, а први за клуб од 2013. године. У Лиги шампиона, клуб је испао у осмини финала од Париз Сен Жермена, због више голова постигнутих у гостима, док је у ФА купу испао од Бредфорд Ситија у четвртом колу. Крајем априла, постигао је први гол у 2015. години, за изједначење против Лестер Ситија у 27. колу, након чега су Тери и Рамирес постигли голове за побједу од 3 : 1. До краја сезоне играо је само на двије утакмице, а Челси је освојио титулу првака, што је била четврта титула за Дрогбу и прва за клуб од 2010. године.
Дана 24. маја 2015. године, објавио је да ће му утакмица против Сандерланда у последњем колу Премијер лиге бити последња за клуб. На последњој утакмици носио је капитенску траку, коју му је препустио Џон Тери. Након пола сата морао је да изађе из игре због болова у кољену, а саиграчи су га изнијели са терена на рукама. Челси је побиједио 3 : 1, са два гола Лоика Ремија и једним Дијега Косте.
Сезону је завршио са седам постигнутих голова на 40 утакмице у свим такмичењима, од чега је дао четири у Премијер лиги, два у Лиги шампиона, као и један у Лига купу. Са укупно 104 гола у Премијер лиги, био је рекордер лиге по броју голова постигнутих од стране једног афричког фудбалера до 2021. када га је престигао Салах.

### Монтреал импакт
Након завршетка сезоне у Енглеској, истекао му је уговор уговор и прешао је у канадски клуб из МЛС лиге — Монтреал импакт, као означени играч. Његов прелазак је објављен 27. јула 2015. године, а потписао је уговор на годину и по. За клуб је дебитовао 23. августа, у поразу 1 : 0 од Филаделфија јуниона; ушао је у игру у другом полувремену, умјесто Дилија Дуке. Почетком септембра први пут је био у стартној постави и постигао је хет-трик у побједи од 4 : 3 против Чикаго фајера, поставши први играч у историји лиге који је постигао хет-трик на првој утакмици коју је стартовао; такође, постигао је по један гол са обје ноге и један главом, што се сматра савршеним хет-триком. На дан 20. септембра, постигао је гол у побједи од 3 : 0 против Њу Ингланд револушна, док је четири дана касније постигао водећи гол у побједи од 2 : 1 против Чикаго фајера, а шест дана касније постигао је оба гола за побједу од 2 : 0 против Ди си јунајтеда. У септембру је укупно постигао седам голова на пет утакмица и проглашен је за најбољег играча мјесеца у МЛС.
Почетком октобра, постигао је два гола на двије утакмице у два дана; у поразу 2 : 1 од Њујорк ред булса 8. октобра, као и у побједи од 1 : 0 против Колорадо рапидса 10. октобра. На дан 25. октобра, постигао је два гола за два минута за побједу од 2 : 1 у канадском дербију против Торонта, захваљујући чему се Монтреал пласирао у плеј-оф са трећег мјеста у Источној конференцији. Због добрих игара и са четири гола на четири утакмице, добио је награду за играча октобра, други мјесец заредом. У регуларном дијелу сезоне, постигао је 11 голова на 11 утакмица. На дан 29. октобра, постигао је гол у побједи од 3 : 0 против Торонта у првој утакмици плеј-офа и Монтреал се пласирао у полуфинале конференције први пут у историји, гдје је изгубио од Колумбус Крјуа. У првој од двије утакмице, пролазећи поред противничког голмана Стива Кларка, ухватио га је за ногу и није га пуштао неколико секунди, због чега је добио жути картон. Био је један од три номинована играча за новајлију године, али је награду добио Себастијан Ђовинко.
Током предсезоне 2016. у МЛС лиги, Гус Хидинк, који је поново постављен за тренера Челсија, изразио је интересовање за довођење Дрогба након што је он био у посјети на Стамфорд бриџу током једне утакмице и био на стадиону заједно са Хидинком и Абрамовичем. Из Монтреала су истакли да желе да остане у клубу, али нису били сигурни све док Дрогба 3. марта 2016. године није објавио да ће остати. Након што је почео да тренира у Катару у предсезони одвојено од клуба, придружио се саиграчима у другом дијелу припрема у Сент Питерсбургу. На дан 3. марта, технички директор клуба — Адам Брац, изјавио је да Дрогба неће играти утакмице на вјештачкој трави прије почетка сезоне, због могућих проблема са кољеном.
Први гол у сезони постигао је 16. априла, у побједи од 2 : 1 на гостовању против Чикаго фајера, док је 30. априла постигао гол у ремију 2 : 2 против Колорадо рапидса. Почетком маја, постигао је гол у ремију 4 : 4 на гостовању против Колумбус Крјуа, након што је Монтреал губио 4 : 1. На дан 14. маја, постигао је гол у ремију 1 : 1 против Филаделфија јуниона, након чега је постигао гол за побједу од 3 : 2 против Лос Анђелес галаксија у 90. минуту, што му је био гол на четвртој утакмици заредом и трећи гол на три утакмице у мају. Средином јула, постигао је хет-трик у побједи од 5 : 1 против Филаделфија јуниона, гдје је постигао прва три гола на утакмици.
У јулу 2016. учествовао је на МЛС ол-стару, на утакмици свих звијезда против Арсенала, на којој су још играли Кака, Андреа Пирло, Давид Виља и Ђовани дос Сантос. Голман Арсенала — Петр Чех, који је играо са њим у Челсију, рекао је прије утакмице да се нада да му Дрогба неће дати гол јер ће му стално слати слике о томе. Постигао је гол у финишу првог полувремена, након асистенције Дос Сантоса, што му је био 16 гол на 16 утакмици против Арсенала, који је на крају побиједио 2 : 1. На дан 8. септембра, постигао је једини гол у поразу 4 : 1 кући од Орландо Ситија, док је десет дана касније постигао гол у поразу 3 : 1 кући од Њу Ингланд револушна. У октобру исте године, одбио је да буде на клупи након што га тренер Мауро Бијело није уврстио у стартну поставу на утакмици против Торонта. Након тог инцидента, тренер га није уврстио у тим ни за наредне три утакмице у регуларном дијелу сезоне ни у плеј-офу, у побједи од 4 : 2 против Ди си јунајтеда, иако је био на трибинама. Сезону је завршио са десет постигнутих голова на 22 утакмице, а крајем године, након истека уговора, напустио је клуб као слободан играч.

### Финикс рајзинг
На дан 12. априла 2017. године, након скоро четири мјесеца колико је био слободан играч и након што је одбио понуду Коринтијанса у фебруару, потписао је уговор са америчким клубом Финикс рајзинг, који је тада играо у другој лиги САД — УСЛ. Такође, постао је мањински власник клуба након преласка, чиме је постао први играч и власник клуба у историји фудбала. Изјавио је да је имао понуде клубова из Кине и Енглеске, али су га позвали само као играча, што није изазвало озбиљно интересовање код њега. За нови клуб дебитовао је 10. јуна 2017. и на првој утакмици постигао је гол и асистирао Шону Рајт Филипсу за побједу од 2 : 1 против другог тима Ванкувер вајткапса. У јулу 2017. постигао је гол из слободног ударца у 94. минуту, последњем минуту надокнаде времена против Оранџ каунтија, за реми 1 : 1, док је 7. августа, постигао гол из слободног ударца са 35 метара против другог тима Лос Анђелес галаксија.
На почетку сезоне 2018. био је повријеђен и пропустио је прве три утакмице, док је први гол у сезони постигао 12. априла у побједи од 1 : 0 на гостовању против другог тима Лос Анђелес галаксија. Почетком маја, прво је уписао асистенцију за изједначење, а затим је постигао гол за побједу од 4 : 3 против другог тима Лос Анђелес галаксија кући. На дан 13. маја, постигао је два гола у побједи од 5 : 1 на гостовању против Тулсе. До краја регуларног дијела сезоне није постигао ниједан гол, а Финикс се пласирао у плеј-оф са трећег мјеста. На дан 20. октобра, постигао је гол у побједи од 3 : 0 против другог тима Портланд тимберса у четвртфиналу конференције, док је недељу дана касније постигао гол у побједи од 4 : 2 против Своуп Парк рејнџерса у полуфиналу конференције. На дан 4. новембра, постигао је гол у побједи од 2 : 1 против Оранџ каунтија, чиме је Финикс освојио Западну конференцију први пут у историји клуба и пласирао се у финале лиге. У финалу које је играно 8. новембра на стадиону Лин,  Луивил је побиједио 1 : 0 и освојио титулу.
Након финала, са 40 година, објавио је да завршава каријеру, али је остао у клубу како би радили на пласману у МЛС лигу. Укупно је постигао 17 голова на 26 утакмица за клуб.

## Репрезентативна каријера
Пошто се као мали одселио у Француску, гдје је провео дјетињство, стекао је њихово држављанство, због чега је могао да игра за репрезентације и Обале Слоноваче и Француске. На могућност избора за кога ће да игра утицала је и чињеница да никада није позван у омладинске селекције ниједне од двије репрезентације. Касније је изјавио да је ситуацију сагледао рационално, јер је у репрезентацији Француске било много нападача који су били отприлике истих година као и он, а који су, за разлику од њега, одиграли велики број утакмица за тим и имали су обезбијеђена мјеста, истичући Тијерија Анрија, Давида Трезегеа и Николаса Анелку. Сматрао је да нема велике шансе да уђе у тим поред њих, посебно у раној фази каријере, због чега је одлучио да игра за Обалу Слоноваче. Његов ујак Мишел је играо за Обалу Слоноваче, што је такође утицало на његову одлуку, а утицала је и његова приврженост домовини коју је осјећао упркос томе што није живио тамо од раног дјетињства.
Први пут је добио позив за репрезентацију у августу 2002. када је имао 24 године и био је започео своју другу сезону у Генгану. Запазио га је тренер Робер Нузаре, који га је позвао у тренинг камп репрезентације. У истом периоду, његовог агента је контактирао селектор репрезентације Француске — Жак Сантини, који га је позвао да игра за Француску, али је он тада већ донио одлуку да игра за Обалу Слоноваче. У септембру 2002. одиграо је прву утакмицу за репрезентацију, против Јужноафричке Републике у квалификацијама за Афрички куп нација 2004. а утакмица је завршена ремијем 0 : 0. Први гол за репрезентацију постигао је на својој наредној утакмици, у побједи од 3 : 0 на гостовању против Камеруна 11. фебруара 2003. године. На дан 8. јуна 2003. године, постигао је први хет-трик у репрезентацији, у побједи од 6 : 1 против Бурундија, док је у марту 2004. године, постигао оба гола у побједи од 2 : 0 против Туниса у пријатељској утакмици. Недуго након дебија, постао је један од најзначајнијих играча у тиму, постигао је доста голова и доносио побједе за репрезентацију, али није био цијењен само због својих игара као нападача, већ због тога што је имао велики утицај на подизање морала својих саиграча. Након стицања искуства у Марсељу и Челсију, могао је да постане вођа тима, због чега је 2005. године именован за новог капитена репрезентације. У квалификацијама за Свјетско првенство 2006. постигао је гол за побједу од 2 : 1 на гостовању против Египта у јуну 2004. године, док је у марту 2005. постигао два гола у побједи од 3 : 0 против Бенина. У јуну 2005. постигао је оба гола у побједи од 2 : 0 против Египта, захваљујући чему је Обала Слоноваче била на првом мјесту у квалификацијама два бода испред Камеруна на два кола прије краја. У претпоследњем колу, постигао је два гола против Камеруна кући, али је Пјер Вебо постигао хет-трик и Камерун је побиједио 3 : 2, захваљујући чему је преузео прво мјесто у квалификационој групи. У последњем колу, Камерун је играо кући против Египта, док је Обала Слоноваче играла у гостима против Судана. Камерун је ремизирао 1 : 1, а Обала Слоноваче је побиједила 3 : 1 и пласирала се на Свјетско првенство први пут у историји. Након побједе, одржао је говор пред телевизијским камерама у којем је позвао на прекид сукоба у грађанском рату који је неколико година трајао у земљи, а након којег је услиједио прекид ватре, а затим и мировни процес.
Након квалификација, учествовао је са репрезентацијом на Афричком купу нација у јануару 2006. године, а у групи су били Египат, Либија и Мароко. Постигао је гол за побједу од 1 : 0 против Марока у првом колу, док је три дана касније постигао гол у побједи од 2 : 1 против Либије. У последњем колу није играо, а Обала Слоноваче је изгубила од Египта и пласирала се у елиминациону фазу са другог мјеста. У четвртфиналу је Обала Слоноваче играла против Камеруна, утакмица је завршена неријешено и изводили су се једанаестерци. Погодио је у првој серији, а након што су сви играчи постигли голове, поново су шутирали испочетка; Ето је промашио, док је Дрогба дао гол за побједу 12 : 11 и пласман у полуфинале. На дан 7. фебруара, постигао је једини гол за побједу од 1 : 0 против Нигерије, чиме се Обала Слоноваче по први пут у историји пласирала у финале неког међународног такмичења. Три дана касније, у финалу против Египта, утакмица је завршена 0 : 0, након чега су се шутирали једанаестерци. Промашио је у првој серији, након чега је промашио и Аруна Коне и Египат је побиједио 4 : 2. На Свјетском првенству 2006. Обала Слоноваче је била у групи са Србијом и Црном Гором, Аргентином и Холандијом. На првој утакмици, постигао је гол у поразу 2 : 1 од Аргентине, што је био први гол репрезентације на Свјетском првенству. Обала Слоноваче је остварила побједу само против Србије и Црне Горе у последњем колу, када није играо због картона добијених у прве двије утакмице и испала је у групној фази.
На Афричком купу нација 2008. Обала Слоноваче је била у групи са Нигеријом, Малијем и Бенином. Постигао је два гола у групној фази, у другом колу у побједи од 4 : 1 против Бенина, као и у трећем колу у побједи од 3 : 0 против Малија, за пласман у елиминациону фазу. У четвртфиналу, постигао је гол у побједи од 5 : 0 против Гвинеје, док је у полуфиналу Обала Слоноваче изгубила од Египта 4 : 1, а затим и од Гане 4 : 2 у утакмици за треће мјесто. На дан 29. марта 2009. постигао је два гола у побједи од 5 : 0 против Малавија у квалификацијама за Свјетско првенство 2010, док је у септембру постигао два гола у побједи од 5 : 0 против Буркине Фасо. Квалификације је завршио са шест голова на пет утакмица и помогао је репрезентацији да се пласира на Свјетско првенство други пут заредом. На Афричком купу нација 2010. у јануару, постигао је један гол у групној фази, у побједи од 3 : 1 против Гане, док је у четвртфиналу Обала Слоноваче изгубила 3 : 2 од Алжира на продужетке и испала. У марту, по други пут у каријери добио је награду за фудбалера године у Африци, док је током припрема за Свјетско првенство, у једној од пријатељских утакмица почетком јуна 2010. године, против Јапана постигао је гол, а затим се сударио са одбрамбеним играчем Јапана Тулиом. Због тог судара, задобио је тешку повреду руке, у тренутку када је до почетка првенства било мање од двије недеље, а требало је најмање неколико мјесеци за потпуни опоравак. Он није желио да пропусти првенство, које је први пут одржавано у Африци, због чега је добио посебан заштитни завој на руци, са којим је могао да игра, уз одређени ризик да може да погорша повреду. У првом колу групне фазе против Португалије, ушао је у игру средином другог полувремена; покушао је да игра опрезније него обично, због чега није постигао ниједан гол, а утакмица је завршена 0 : 0. У другом колу против Бразила играо је од почетка и постигао је гол у поразу 3 : 1, поставши први афрички играч који је дао гол против Бразила на Свјетском првенству. У последњем колу, уписао је асистенцију Ромарику у побједи од 3 : 0 против Сјеверне Кореје, али је Обала Слоноваче завршила на трећем мјесту, са четири бода и испала у групној фази.
На Афричком купу нација 2012. Обала Слоноваче је била у групи са Суданом, Анголом и Буркином Фасо. У првом колу групне фазе, постигао је гол у побједи од 1 : 0 против Судана на асистенцију Калуа, што му је био једини гол у групи, коју је Обала Слоноваче завршила на првом мјесту са свим побједама и без примљеног гола. На дан 4. фебруара, постигао је два гола у побједи од 3 : 0 против Екваторијалне Гвинеје у четвртфиналу, док је трећи гол постигао Јаја Туре из слободног ударца. Четири дана касније, Жервињо је постигао једини гол против за побједу од 1 : 0 против Малија у полуфиналу и пласман у финале по други пут у историји. У финалу против Замбије, промашио је пенал у регуларном дијелу утакмице, која је завршена 0 : 0, након чега су се шутирали једанаестерци, гдје је дао гол, али су промашили Коло Туре и Жервињо и Замбија је побиједила 8 : 7. Такмичење је завршио као један од седморице најбољих стријелаца, са три постигнута гола. На Афричком купу нација 2013. постигао је гол само у последњем колу групне фазе, у ремију 2 : 2 против Алжира, док је у четвртфиналу уписао асистенцију у поразу 2 : 1 од Нигерије.
У јуну 2014. године, уврштен је на списак за Свјетско првенство 2014, што му је било треће првенство, док је Обала Слоноваче постала прва афричка репрезентација која се пласирала на три првенства заредом. У оквиру припрема, одиграо је стоту утакмицу за репрезентацију и постигао је гол, у поразу 2 : 1 од Босне и Херцеговине. На жријебу, Обала Слоноваче је извучена у групи са Јапаном, Грчком и Колумбијом. Упркос томе што је био у доброј форми у припремним утакмицама, у првом колу групне фазе против Јапана био је на клупи. Ушао је у игру у другом полувремену, при вођству Јапана од 1 : 0, а за четири минута од његовог уласка, Обала Слоноваче је постигла два гола и побиједила 2 : 1. У другом колу такође је ушао у другом полувремену, након чега је Жервињо постигао гол, али је Колумбија побиједила 2 : 1. У последњој утакмици групне фазе против Грчке, био је у стартној постави, а Обали Слоноваче је био потребан реми за пласман у осмину финала. До 15 минута прије краја утакмице било је 1 : 1, након чега је Дрогба изашао из игре. У 93. минуту досуђен је пенал за Грчку, која га је искористила, побиједила 2 : 1 и прошла даље, док је Обала Слоноваче на другом Свјетском првенству заредом испала у групној фази. На дан 8. августа 2014. године, мјесец дана након завршетка првенства објавио је да се повлачи из репрезентације. Са постигнутих 65 голова на 105 утакмица, репрезентативну каријеру завршио је као рекордер по броју постигнутих голова.

## Стил игре
С обзиром на то да је релативно касно почео професионално да се бави фудбалом, често је описиван као играч који је „касно процвјетао“, пошто је потписао свој први професионални уговор са Ле Маном у 21. години. Како је сам истакао, од самог почетка каријере није био најталентованији играч у својим тимовима, али је, за разлику од многих, био спреман на све зарад свог циља — изградње фудбалске каријере, јер је радио оно што је јако желио. Био је познат по својој физичкој снази, брзини, способности у ваздуху, снажним и прецизним ударцима и задржавању лопте. У младости је играо на позицији десног бека, а због своје способности да држи лопту леђима окренут голу, често је играо као класични нападач током своје професионалне каријере. Мартин Ли из часописа Bleacher Report описао га је као дефиницију „циљног нападача“, док је Ричард Бич из часописа Daily Mirror написао да га је његов моћан и наметљив приступ учинио усамљеним нападачем коме се дивио Жозе Морињо и учинио готово немогућим да га противничке екипе изолују и искључе из игре. Карл Анка је за BBC написао: „Дрогбин робустан стил игре био је толико ефикасан да је он предводио кретање Премијер лиге из ере 4–4–2 до времена када је формација 4–3–2–1 била краљевска.“
Био је познат по добрим наступима на битним утакмицама, са рекордом голова на клупском нивоу од десет голова на десет финала и освојених 10 трофеја. Карл Анка је написао: „локални дербији, четири најбоља за шест поена, изазови за титулу или финале купа — ако је утакмица била велика, Дрогба је постао већи.“ Такође је био познат и као неко ко асистира саиграчима за голове; између сезона 2009/10. и 2011/12. остварио је 24 асистенције у Премијер лиги, са просјечном стопом успјешности додавања од 61,4 посто, захваљујући његовој визији и креативности са лоптом. Укупно је уписао 71 асистенцију саиграчима током периода који је провео у Челсију до маја 2012. године. Док је играо за Челси, развио је добар однос са енглеским везистом Френком Лампардом, а њих двојица су често додатно тренирали заједно како би побољшали међусобну сарадњу. Њих двојица су поставили рекорд лиге по броју голова комбиновано у једној сезони, са 36 голова, али су га у сезони 2021/22. оборили Хари Кејн и Сон Хјунгмин из Тотенхема. Сличан партнерски однос је развио и у репрезентацији, са нападачем Аруном Динданом.
Био је познат и као добар извођач слободних удараца, приликом чега је снажно и са брзином ударао лопту, а често је шутирао и пенале. Доктор Кен Бреј са Универзитета Бат описао га је као специјалисту посебно са централне позиције, који јако снажно додаје лопту, изјавивши: „удара лопту веома право и чини се да је удара веома снажно бочним дијелом ноге, скоро као техника која се користи у додавању бочном ногом. Дрогбин стил је у томе да побиједи голмана брзином и дубином.“ У извјештају часописа Bleacher Report наведено је да је усвојио технику „зглоба“ коју је развио Жунињо Пернамбукано, приликом чега лопта нема скоро никакво ротирајуће кретање током лета.
Његова прослава голова која му је заштитни знак, а током које клизи на кољенима и поздравља навијаче, уврштена је у серију видео игара FIFA, компаније EA Sports.
Проглашен је за најбољег играча Челсија свих времена у анкети 2012. године, док је изабран у идеални тим клуба за деценију 2010—2020. у анкети коју је клупски часопис спровео 2020. године. Као један од најбољих афричких фудбалера, често је био рангиран као један од три најбоља афричка нападача, са Џорџом Веом и Самјуелом Етоом, док је 2021. проглашен за четвртог најбољег афричког фудбалера свих времена по избору часописа Africa Top sports, иза Етоа, Вее и Рожеа Миле.
 Због разноврсног и робусног стила игре, многи одбрамбени играчи навели су га као најтежег нападача против којег су играли, а међу њима су Жерард Пике, Карлес Пујол, Крис Смолинг, Немања Видић, као и Лоран Косјелни.

## Ван фудбала

### Приватни живот
Рођен је 1978. године; припадник је Бете народа, а римокатоличке је вјероисповијести. У аутобиографији је истакао да не воли да говори о приватном животу, породици и дјеци. Године 2011. оженио се дугогодишњом дјевојком Лалом Диаките, поријеклом из Малија, коју је упознао у Паризу 1995. године, а са којом има троје дјеце. Венчању је присуствовало око 500 људи, међу којима су били Ето, Анелка, Малуда, Есјен, Калу, Џибрил Сисе и Златан Ибрахимовић. Лала је неколико година старија од њега и када су се упознали већ је имала сина Кевина, кога је касније усвојио. Њихов најстарији син Исак рођен је у Француској 15. децембра 2000. године, а одрастао је у Енглеској. На дан 12. марта 2002. године, дан након рођендана Дрогбе, добили су ћерку Иман, док су у мају 2009. добили сина Кеирана, а у децембру 2013. ћерку Ему. Његов најстарији син Исак почео је фудбалску каријеру у академији Челсија на позицији нападача, након чега је 2018. године прешао у Генган, а 2021. године прешао је у италијанску Серију Д, у клуб Фолгора каратезе. Двојица његове млађе браће су такође фудбалери: Фреди који је играо за млађе категорије Дижона. као и Џоел. Његов ујак Мишел Гоба бивши је фудбалер, док је Мишелов син — Кевин Гоба такође фудбалер, који игра у француским нижим лигама.
Године 2021. на друштвеној мрежи Instagram, објавио је да се разводи од супруге након скоро 20 година проведених заједно, написавши: „немам обичај да расправљам о свом приватном животу, али због нагађања у медијима данас, могу да потврдим да нажалост, након 20 година заједно, Лала и ја смо прошле године донијели тешку одлуку да се растанемо.
Остајемо веома блиски и наши главни приоритети су били заштита наше дјеце и приватног живота наше породице. Нека те Бог благослови.“
Године 2020. кандидовао се за предсједника Фудбалског савеза Обале Слоноваче, али је његова пријава првобитно одбијена јер га није подржало удружење играча, због чега су одложени избори који су требали да буду одржани 5. септембра 2020. Због бројних проблема са кандидатуром, избори су одлагани до априла 2022. када је ФИФА реаговала и његова кандидатура је потврђена. У првом кругу добио је 21 глас од могућих 131 и није прошао у други круг. У априлу 2022. године уврштен је у кућу славних Премијер лиге у класи 22, а са њим су уврштени и Агверо, Пол Сколс, Венсан Компани, Јан Рајт и Петер Шмејхел, чиме је укупно 16 играча примљено у Кућу славних у том тренутку.

### Филантропија
Сматра се да је имао кључну улогу у постизању мира у домовини. Након што је дебитовао за репрезентацију 2002. године, почео је да стиче велику популарност у земљи. Тада је држава била подијељена на два дијела због грађанског рата, а након што се Обала Слоноваче пласирала на Свјетско првенство 2006. побједом против Судана 8. октобра 2005. године, Дрогба је замолио сукобљене стране да оставе оружје и да опросте једни другима, што су и урадили и наступио је мир први пут послије пет година грађанског рата. Карл Анка је написао: „растрзан вјерским и политичким тензијама, Дрогба је искористио тренутак уједињења за своју земљу и позвао ТВ камере у свлачионицу „Слонова“, гдје је одржао говор пред камерама. Човјек је говорио, а народ слушао — избори су прошли без крвопролића. Неки играчи освајају трофеје. Други инспиришу људе. Није хипербола рећи да је Дидје Дрогба учинио обоје и помогао да се оконча грађански рат.“ У марту 2007. потписан је мировни споразум између Владе и побуњеника, а упркос томе, политичке тензије су се наставиле, због чега је Дрогба замолио предсједника земље Лорана Гбагбоа да му дозволи да званично посјети један од главних градова побуњеничких снага — Буаке, како би му тамо била уручена недавно освојена награду за најбољег афричког фудбалера године. Предсједник је подржао ту идеју и пристао је да му додијели обезбјеђење током путовања. Касније је помогао и да се квалификациона утакмица за Афрички куп нација против Мадагаскара премјести у Буаке, што је био потез који је помогао да се заврши мировни процес.
Након његовог позива на мир 2005. године, одлучио је да своју позицију искористи за добробит друштва и окренуо се добротворним акцијама. Почео је да посјећује разне јавне установе, као што су интернати и болнице, финансијски подржавајући људе у невољи, обезбјеђујући им потребне ствари. Године 2007. одлучио је да оснује сопствену добротворну фондацију, али је званично отворена тек 2010. пошто је било потребно прикупити средства и израдити акциони план за њено отварање. Крајем 2009. године, објавио је да ће донирати три милиона фунти које је зарадио од снимања рекламе за пепси, за изградњу велике болнице у Абиџану, његовом родном граду. Посао је завршен преко његове фондације, а из клуба су објавили да ће Челси такође донирати новац за пројекте фондације. На изградњу болнице одлучио се након што је посјетио болнице у другим градовима у Обали Слоноваче, изјавивши: „одлучио сам да би први пројекат Фондације требало да буде изградња и финансирање болнице која људима даје основну здравствену заштиту и шансу само да остану живи.“ Дјелатности фондације нијесу били ограничени само на Обалу Слоноваче; она је обезбјеђивала школе разним канцеларијским материјалом, а и помагала је људима погођеним разним природним катастрофама широм Африке.
На дан 24. јануара 2007. године, постављен је за амбасадора добре воље Програма Уједињених нација за развој. Уједињене нације су биле импресиониране његовим добротворним радом и сматрали су да ће његова положај славног спортисте помоћи у подизању свијести о афричким питањима. У септембру 2011. године, придружио се Комисији за истину, помирење и дијалог као представник који помаже враћању мира у своју домовину. Због укључености у мировни процес, часопис Time га је уврстио на списак 100 најутицајнијих људи на свијету за 2010. годину. Исте године, удружио се са компанијом Nike која му је спонзор, као и са фронтменом групе U2 — Боном уочи свјетског дана борбе против сиде, у борби против сиде, туберкулозе и маларије, о чему је изјавио: „велика ми је част и задовољство што сам повезан са Боном и што сам покушао да му помогнем да спаси неке животе. АИДС и ХИВ су нешто што је заиста уништило Африку, а људи заправо не схватају колико је лако спасити животе — само двије пилуле дневно, што је 40 центи.“
Године 2012. учествовао је у акцији безбједности на путевима у знак сјећања на Зенани Манделу, праунуку Нелсона Манделе, која је погинула у саобраћајној несрећи. У октобру 2014. говорио је на церемонији отварања Свјетског инвестиционог форума у оквиру Конференције Уједињених нација о трговини и развоју, на коју је био позван због позитивних резултата његове добротворне фондације. У новембру исте године, био је дио кампање „Фифиних 11 против еболе“, коју је ФИФА спровела заједно са Афричком фудбалском федерацијом КАФ и здравственим стручњацима, под слоганом „заједно можемо да побиједимо еболу“. У кампањи је учествовало 11 фудбалера, међу којима су били Кристијано Роналдо, Гарет Бејл, Нејмар, Филип Лам и Чави, који су држали 11 порука како би подигли свијест о болести о начинима на које се треба борити против ње. На дан 22. фебруара 2018. заједно са бившим фудбалером — Џорџом Веом, као и младим француским фудбалером Килијаном Мбапеом, одржао је састанак у Јелисејској палати са предсједником Француске — Емануелом Макроном и предсједником Фифе Ђанијем Инфантином, о развоју спортских пројеката у Африци.
Као амбасадор добре воље Програма Уједињених нација за развој, придружио се годишњој хуманитарној утакмици под називом Утакмица против сиромаштва, коју заједно организују Роналдо и Зинедин Зидан. Учествовао је на утакмицама 2012. и 2015. године, а међу онима који су играли били су још Кафу, Кларенс Седорф, Едвин ван дер Сар и Ерик Абидал. Аматерски клуб у којем је почео каријеру — Левалоа, зарадио је 600.000 фунти од његовог трансфера у Челси, што су искористили како би осигурали да клуб настави да постоји, након чега су реновирали стадион по модерним стандардима, како би локална заједница имала користи, а 2010. преименовали су га у Стадион Дидје Дрогба, у његову част.
Године 2015. објавио је аутобиографију, а сав приход од продаје, како је истакао, отишао је у његову добротворну фондацију. Године 2018. именован је за потпредсједника организације Мир и спорт, са сједиштем у Монаку, под покровитељством принца Алберта II, а која ради широм свијета, тамо гдје су се заједнице удаљиле једна од друге. У јуну 2021. добио је почасну диплому Универзитета РУСТА, због свог доприноса развоју фудбала и успостављању стабилности у својој домовини.

### Медији
На дан 2. децембра 2019. био је један од домаћина церемоније додјеле Златне лопте у Паризу, заједно са новинарем Сандијем Херибертом, када је Лионел Меси освојио награду по шести пут, а Мегап Рапино по први пут у конкуренцији жена. Њих двојица су били домаћини церемоније додјеле и 2021. која је одржана 29. новембра, када је Меси освојио Златну лопту по седми пут, а Алексија Путелас освојила Златну лопту за жене по први пут.

## Статистика каријере

### Клубови
Извор:
| Клуб              | Сезона            | Лига                     | Лига   | Лига | Куп    | Куп  | Лига куп | Лига куп | Континентално | Континентално | Остало | Остало | Укупно | Укупно |
| Клуб              | Сезона            | Лига                     | Утакм. | Гол. | Утакм. | Гол. | Утакм.   | Гол.     | Утакм.        | Гол.          | Утакм. | Гол.   | Утакм. | Гол.   |
| ----------------- | ----------------- | ------------------------ | ------ | ---- | ------ | ---- | -------- | -------- | ------------- | ------------- | ------ | ------ | ------ | ------ |
| Ле Ман            | 1998/99.          | Друга дивизија Француске | 2      | 0    | 0      | 0    | 0        | 0        | —             | —             | —      | —      | 2      | 0      |
| Ле Ман            | 1999/00.          | Друга дивизија Француске | 30     | 7    | 0      | 0    | 2        | 0        | —             | —             | —      | —      | 32     | 7      |
| Ле Ман            | 2000/01.          | Друга дивизија Француске | 11     | 0    | 3      | 1    | 0        | 0        | —             | —             | —      | —      | 14     | 1      |
| Ле Ман            | 2001/02.          | Друга дивизија Француске | 21     | 5    | 1      | 1    | 2        | 1        | —             | —             | —      | —      | 24     | 7      |
| Ле Ман            | Укупно            | Укупно                   | 64     | 12   | 4      | 2    | 4        | 1        | —             | —             | —      | —      | 72     | 15     |
| Генган            | 2001/02.          | Прва дивизија Француске  | 11     | 3    | 0      | 0    | 0        | 0        | —             | —             | —      | —      | 11     | 3      |
| Генган            | 2002/03.          | Лига 1                   | 34     | 17   | 3      | 4    | 2        | 0        | —             | —             | —      | —      | 39     | 21     |
| Генган            | Укупно            | Укупно                   | 45     | 20   | 3      | 4    | 2        | 0        | —             | —             | —      | —      | 50     | 24     |
| Олимпик Марсељ    | 2003/04.          | Лига 1                   | 35     | 19   | 2      | 1    | 2        | 1        | 16            | 11            | —      | —      | 55     | 32     |
| Челси             | 2004/05.          | Премијер лига            | 26     | 10   | 2      | 0    | 4        | 1        | 9             | 5             | 0      | 0      | 41     | 16     |
| Челси             | 2005/06.          | Премијер лига            | 29     | 12   | 3      | 1    | 1        | 0        | 7             | 1             | 1      | 2      | 41     | 16     |
| Челси             | 2006/07.          | Премијер лига            | 36     | 20   | 6      | 3    | 5        | 4        | 12            | 6             | 1      | 0      | 60     | 33     |
| Челси             | 2007/08.          | Премијер лига            | 19     | 8    | 1      | 0    | 1        | 1        | 11            | 6             | 0      | 0      | 32     | 15     |
| Челси             | 2008/09.          | Премијер лига            | 24     | 5    | 6      | 3    | 2        | 1        | 10            | 5             | 0      | 0      | 42     | 14     |
| Челси             | 2009/10.          | Премијер лига            | 32     | 29   | 4      | 3    | 2        | 2        | 5             | 3             | 1      | 0      | 44     | 37     |
| Челси             | 2010/11.          | Премијер лига            | 36     | 11   | 2      | 0    | 0        | 0        | 7             | 2             | 1      | 0      | 46     | 13     |
| Челси             | 2011/12.          | Премијер лига            | 24     | 5    | 3      | 2    | 0        | 0        | 8             | 6             | 0      | 0      | 35     | 13     |
| Челси             | Укупно            | Укупно                   | 226    | 100  | 27     | 12   | 15       | 9        | 69            | 34            | 4      | 2      | 341    | 157    |
| Шангај Шенхуа     | 2012.             | Суперлига Кине           | 11     | 8    | 0      | 0    | —        | —        | —             | —             | —      | —      | 11     | 8      |
| Галатасарај       | 2012/13.          | Суперлига Турске         | 13     | 5    | 0      | 0    | —        | —        | 4             | 1             | 0      | 0      | 17     | 6      |
| Галатасарај       | 2013/14.          | Суперлига Турске         | 24     | 10   | 3      | 1    | —        | —        | 8             | 2             | 1      | 1      | 36     | 14     |
| Галатасарај       | Укупно            | Укупно                   | 37     | 15   | 3      | 1    | —        | —        | 12            | 3             | 1      | 1      | 53     | 20     |
| Челси             | 2014/15.          | Премијер лига            | 28     | 4    | 2      | 0    | 5        | 1        | 5             | 2             | 0      | 0      | 40     | 7      |
| Монтреал          | 2015.             | МЛС                      | 11     | 11   | 0      | 0    | —        | —        | 0             | 0             | 3      | 1      | 14     | 12     |
| Монтреал          | 2016.             | МЛС                      | 22     | 10   | 2      | 1    | —        | —        | 0             | 0             | 3      | 0      | 27     | 11     |
| Монтреал          | Укупно            | Укупно                   | 33     | 21   | 2      | 1    | —        | —        | 0             | 0             | 6      | 1      | 41     | 23     |
| Финикс рајзинг    | 2017.             | УСЛ                      | 13     | 9    | 0      | 0    | —        | —        | —             | —             | 1      | 1      | 14     | 10     |
| Финикс рајзинг    | 2018.             | УСЛ                      | 8      | 4    | 0      | 0    | —        | —        | —             | —             | 4      | 3      | 12     | 7      |
| Финикс рајзинг    | Укупно            | Укупно                   | 21     | 13   | 0      | 0    | —        | —        | —             | —             | 5      | 4      | 26     | 17     |
| Укупно у каријери | Укупно у каријери | Укупно у каријери        | 494    | 209  | 43     | 21   | 28       | 12       | 102           | 50            | 12     | 5      | 679    | 297    |

1. ↑  Укључује Лига куп Француске и Лига куп Енглеске
2. ↑  Осам наступа и пет голова у Лиги шампиона, осам наступа и шест голова у Купу УЕФА
3. 1 2 3 4 5 6 7 8 9 10 11  Наступи у Лиги шампиона
4. 1 2 3 4  Наступ у Комјунити шилду
5. ↑  Наступ у Суперкупу Турске
6. 1 2  Наступи у плеј-офу МЛС купа
7. 1 2  Наступ у плеј-офу УСЛ лиге

### Репрезентација
Извор:
| Репрезентација  | Година | Наступи | Голови |
| --------------- | ------ | ------- | ------ |
| Обала Слоноваче |        |         |        |
| 2002.           | 1      | 0       |        |
| 2003.           | 7      | 4       |        |
| 2004.           | 7      | 6       |        |
| 2005.           | 8      | 7       |        |
| 2006.           | 15     | 8       |        |
| 2007.           | 8      | 4       |        |
| 2008.           | 8      | 4       |        |
| 2009.           | 6      | 7       |        |
| 2010.           | 11     | 4       |        |
| 2011.           | 5      | 5       |        |
| 2012.           | 14     | 9       |        |
| 2013.           | 9      | 4       |        |
| 2014.           | 6      | 3       |        |
| Укупно          | 105    | 65      |        |

### Голови за репрезентацију
| ‡ | Гол из пенала |

| Број | Наступ | Датум              | Стадион                                                        | Противник    | Гол за | Коначан резултат | Такмичење                                 | Реф.            |
| ---- | ------ | ------------------ | -------------------------------------------------------------- | ------------ | ------ | ---------------- | ----------------------------------------- | --------------- |
| 1.   | 2      | 11. фебруар 2003.  | Стадион Гастон Пети, Шатору, Француска                         | Камерун      | 2 : 0  | 3 : 0            | Пријатељска                               | [ 609 ]         |
| 2.   | 5      | 8. јун 2003.       | Стадион Феликс Уфуе Боањи, Абиџан, Обала Слоноваче             | Бурунди      | 1 : 0  | 6 : 1            | Квалификације за Афрички куп нација 2004. | [ 474 ]         |
| 3.   | 5      | 8. јун 2003.       | Стадион Феликс Уфуе Боањи, Абиџан, Обала Слоноваче             | Бурунди      | 2 : 0  | 6 : 1            | Квалификације за Афрички куп нација 2004. | [ 474 ]         |
| 4.   | 5      | 8. јун 2003.       | Стадион Феликс Уфуе Боањи, Абиџан, Обала Слоноваче             | Бурунди      | 3 : 0  | 6 : 1            | Квалификације за Афрички куп нација 2004. | [ 474 ]         |
| 5.   | 9      | 31. март 2004.     | Олимпијски стадион, Радес, Тунис                               | Тунис        | 1 : 0  | 2 : 0            | Пријатељска                               | [ 610 ]         |
| 6.   | 9      | 31. март 2004.     | Олимпијски стадион, Радес, Тунис                               | Тунис        | 2 : 0  | 2 : 0            | Пријатељска                               | [ 610 ]         |
| 7.   | 10     | 28. април 2004.    | Стадион Жак Форестје, Екл ле Бен, Француска                    | Гвинеја      | 1 : 0  | 4 : 2            | Пријатељска                               | [ 611 ]         |
| 8.   | 11     | 6. јун 2004.       | Стадион Феликс Уфуе Боањи, Абиџан, Обала Слоноваче             | Либија       | 2 : 0‡ | 2 : 0            | Квалификације за Свјетско првенство 2006. | [ 612 ]         |
| 9.   | 12     | 20. јун 2004.      | Стадион Александрија, Александрија, Египат                     | Египат       | 2 : 1  | 2 : 1            | Квалификације за Свјетско првенство 2006. | [ 613 ]         |
| 10.  | 15     | 5. септембар 2004. | Стадион Феликс Уфуе Боањи, Абиџан, Обала Слоноваче             | Судан        | 1 : 0‡ | 5 : 0            | Квалификације за Свјетско првенство 2006. | [ 614 ]         |
| 11.  | 16     | 27. март 2005.     | Стадион Феликс Уфуе Боањи, Абиџан, Обала Слоноваче             | Бенин        | 2 : 0  | 3 : 0            | Квалификације за Свјетско првенство 2006. | [ 615 ]         |
| 12.  | 16     | 27. март 2005.     | Стадион Феликс Уфуе Боањи, Абиџан, Обала Слоноваче             | Бенин        | 3 : 0  | 3 : 0            | Квалификације за Свјетско првенство 2006. | [ 615 ]         |
| 13.  | 18     | 19. јун 2005.      | Стадион Феликс Уфуе Боањи, Абиџан, Обала Слоноваче             | Египат       | 1 : 0  | 2 : 0            | Квалификације за Свјетско првенство 2006. | [ 616 ]         |
| 14.  | 18     | 19. јун 2005.      | Стадион Феликс Уфуе Боањи, Абиџан, Обала Слоноваче             | Египат       | 2 : 0  | 2 : 0            | Квалификације за Свјетско првенство 2006. | [ 616 ]         |
| 15.  | 20     | 4. септембар 2005. | Стадион Феликс Уфуе Боањи, Абиџан, Обала Слоноваче             | Камерун      | 1 : 1  | 2 : 3            | Квалификације за Свјетско првенство 2006. | [ 617 ]         |
| 16.  | 20     | 4. септембар 2005. | Стадион Феликс Уфуе Боањи, Абиџан, Обала Слоноваче             | Камерун      | 2 : 2  | 2 : 3            | Квалификације за Свјетско првенство 2006. | [ 617 ]         |
| 17.  | 23     | 16. новембар 2005. | Стадион Женева, Женева, Швајцарска                             | Италија      | 1 : 0  | 1 : 1            | Пријатељска                               | [ 618 ]         |
| 18.  | 24     | 17. јануар 2006.   | Стадион Заид, Абу Даби, Уједињени Арапски Емирати              | Јордан       | 1 : 0  | 2 : 0            | Пријатељска                               | [ 619 ]         |
| 19.  | 25     | 21. јануар 2006.   | Међународни стадион, Каиро, Египат                             | Мароко       | 1 : 0‡ | 1 : 0            | Афрички куп нација 2006.                  | [ 620 ]         |
| 20.  | 26     | 24. јануар 2006.   | Међународни стадион, Каиро, Египат                             | Либија       | 1 : 0  | 2 : 1            | Афрички куп нација 2006.                  | [ 621 ]         |
| 21.  | 28     | 7. фебруар 2006.   | Стадион Харас ел Ходуд, Александрија, Египат                   | Нигерија     | 1 : 0  | 1 : 0            | Афрички куп нација 2006.                  | [ 622 ]         |
| 22.  | 33     | 4. јун 2006.       | Стадион Роберт Бобен, Еври, Француска                          | Словенија    | 1 : 0  | 3 : 0            | Пријатељска                               | [ 623 ]         |
| 23.  | 33     | 4. јун 2006.       | Стадион Роберт Бобен, Еври, Француска                          | Словенија    | 2 : 0  | 3 : 0            | Пријатељска                               | [ 623 ]         |
| 24.  | 34     | 10. јун 2006.      | Фолкспаркстадион, Хамбург, Њемачка                             | Аргентина    | 1 : 2  | 1 : 2            | Свјетско првенство 2006.                  | [ 624 ]         |
| 25.  | 38     | 15. новембар 2006. | Стадион Леон Боле, Ле Ман, Француска                           | Шведска      | 1 : 0  | 1 : 0            | Пријатељска                               | [ 625 ]         |
| 26.  | 39     | 6. фебруар 2007.   | Стадион Робер Дишон, Руан, Француска                           | Гвинеја      | 1 : 0  | 1 : 0            | Пријатељска                               | [ 619 ]         |
| 27.  | 42     | 3. јун 2007.       | Стадион Буаке, Буаке, Обала Слоноваче                          | Мадагаскар   | 5 : 0  | 5 : 0            | Квалификације за Афрички куп нација 2008. | [ 626 ]         |
| 28.  | 44     | 17. октобар 2007.  | Стадион Нови Тиволи, Инзбрук, Аустрија                         | Аустрија     | 1 : 1  | 2 : 3            | Пријатељска                               | [ 627 ]         |
| 29.  | 44     | 17. октобар 2007.  | Стадион Нови Тиволи, Инзбрук, Аустрија                         | Аустрија     | 2 : 3‡ | 2 : 3            | Пријатељска                               | [ 627 ]         |
| 30.  | 47     | 12. јануар 2008.   | Стадион Ел садаква валсалам, Кувајт Сити, Кувајт               | Кувајт       | 2 : 0  | 2 : 0            | Пријатељска                               | [ 628 ]         |
| 31.  | 49     | 25. јануар 2008.   | Стадион Секонди Такоради, Секонди Такоради, Гана               | Бенин        | 1 : 0  | 4 : 1            | Афрички куп нација 2008.                  | [ 629 ]         |
| 32.  | 50     | 29. јануар 2008.   | Стадион Оене Ђан, Акра, Гана                                   | Мали         | 1 : 0  | 3 : 0            | Афрички куп нација 2008.                  | [ 630 ]         |
| 33.  | 51     | 3. фебруар 2008.   | Стадион Секонди Такоради, Секонди Такоради, Гана               | Гвинеја      | 2 : 0  | 5 : 0            | Афрички куп нација 2008.                  | [ 631 ]         |
| 34.  | 55     | 11. фебруар 2009.  | Стадион Измир Ататурк, Измир, Турска                           | Турска       | 1 : 1  | 1 : 1            | Пријатељска                               | [ 632 ]         |
| 35.  | 56     | 28. март 2009.     | Стадион Феликс Уфуе Боањи, Абиџан, Обала Слоноваче             | Малави       | 2 : 0‡ | 5 : 0            | Квалификације за Свјетско првенство 2010. | [ 633 ]         |
| 36.  | 56     | 28. март 2009.     | Стадион Феликс Уфуе Боањи, Абиџан, Обала Слоноваче             | Малави       | 3 : 0  | 5 : 0            | Квалификације за Свјетско првенство 2010. | [ 633 ]         |
| 37.  | 58     | 20. јун 2009.      | Стадион 4. август, Уагадугу, Буркина Фасо                      | Буркина Фасо | 3 : 2  | 3 : 2            | Квалификације за Свјетско првенство 2010. | [ 634 ]         |
| 38.  | 59     | 5. септембар 2009. | Стадион Феликс Уфуе Боањи, Абиџан, Обала Слоноваче             | Буркина Фасо | 2 : 0  | 5 : 0            | Квалификације за Свјетско првенство 2010. | [ 635 ]         |
| 39.  | 59     | 5. септембар 2009. | Стадион Феликс Уфуе Боањи, Абиџан, Обала Слоноваче             | Буркина Фасо | 4 : 0  | 5 : 0            | Квалификације за Свјетско првенство 2010. | [ 635 ]         |
| 40.  | 60     | 10. октобар 2009.  | Стадион Камузу, Блантајер, Малави                              | Малави       | 1 : 1  | 1 : 1            | Квалификације за Свјетско првенство 2010. | [ 636 ]         |
| 41.  | 61     | 4. јануар 2010.    | Национални стадион, Дар ес Салам, Танзанија                    | Танзанија    | 1 : 0  | 1 : 0            | Пријатељска                               | [ 637 ]         |
| 42.  | 64     | 15. јануар 2010.   | Национални стадион Чиази, Кабинда, Ангола                      | Гана         | 3 : 0  | 3 : 1            | Афрички куп нација 2010.                  | [ 638 ]         |
| 43.  | 67     | 30. мај 2010.      | Стадион Жозеф Мојнат, Тонон ле Бен, Француска                  | Парагвај     | 1 : 0  | 2 : 2            | Пријатељска                               | [ 639 ] [ 640 ] |
| 44.  | 70     | 20. јун 2010.      | Сокер сити, Јоханесбург, Јужноафричка Република                | Бразил       | 1 : 3  | 1 : 3            | Свјетско првенство 2010.                  | [ 641 ]         |
| 45.  | 73     | 27. март 2011.     | Стадион Оене Ђан, Акра, Гана                                   | Бенин        | 1 : 1  | 2 : 1            | Квалификације за Афрички куп нација 2012. | [ 642 ]         |
| 46.  | 73     | 27. март 2011.     | Стадион Оене Ђан, Акра, Гана                                   | Бенин        | 2 : 1  | 2 : 1            | Квалификације за Афрички куп нација 2012. | [ 642 ]         |
| 47.  | 74     | 5. јун 2011.       | Стадион де л’Амитије, Котону, Бенин                            | Бенин        | 2 : 0‡ | 6 : 2            | Квалификације за Афрички куп нација 2012. | [ 643 ]         |
| 48.  | 74     | 5. јун 2011.       | Стадион де л’Амитије, Котону, Бенин                            | Бенин        | 4 : 2‡ | 6 : 2            | Квалификације за Афрички куп нација 2012. | [ 643 ]         |
| 49.  | 75     | 10. август 2011.   | Стадион Женева, Женева, Швајцарска                             | Израел       | 4 : 2‡ | 4 : 3            | Пријатељска                               | [ 644 ]         |
| 50.  | 77     | 13. јануар 2012.   | Стадион Заид, Абу Даби, Уједињени Арапски Емирати              | Тунис        | 2 : 0‡ | 2 : 0            | Пријатељска                               | [ 645 ]         |
| 51.  | 79     | 22. јануар 2012.   | Нови стадион у Малабу Малабо, Екваторијална Гвинеја            | Судан        | 1 : 0  | 1 : 0            | Афрички куп нација 2012.                  | [ 646 ]         |
| 52.  | 82     | 4. фебруар 2012.   | Нови стадион у Малабу Малабо, Екваторијална Гвинеја            | Е. Гвинеја   | 1 : 0  | 3 : 0            | Афрички куп нација 2012.                  | [ 647 ]         |
| 53.  | 82     | 4. фебруар 2012.   | Нови стадион у Малабу Малабо, Екваторијална Гвинеја            | Е. Гвинеја   | 2 : 0  | 3 : 0            | Афрички куп нација 2012.                  | [ 647 ]         |
| 54.  | 85     | 2. јун 2012.       | Стадион Феликс Уфуе Боањи, Абиџан, Обала Слоноваче             | Танзанија    | 2 : 0  | 2 : 0            | Квалификације за Свјетско првенство 2014. | [ 648 ]         |
| 55.  | 88     | 8. септембар 2012. | Стадион Феликс Уфуе Боањи, Абиџан, Обала Слоноваче             | Сенегал      | 3 : 2‡ | 4 : 2            | Квалификације за Афрички куп нација 2013. | [ 649 ]         |
| 56.  | 89     | 13. октобар 2012.  | Стадион Леополд Седар Сенгор, Дакар, Сенегал                   | Сенегал      | 1 : 0  | 2 : 0            | Квалификације за Афрички куп нација 2013. | [ 650 ]         |
| 57.  | 89     | 13. октобар 2012.  | Стадион Леополд Седар Сенгор, Дакар, Сенегал                   | Сенегал      | 2 : 0‡ | 2 : 0            | Квалификације за Афрички куп нација 2013. | [ 650 ]         |
| 58.  | 90     | 14. новембар 2012. | Стадион Линцер, Линц, Аустрија                                 | Аустрија     | 2 : 0  | 3 : 0            | Пријатељска                               | [ 651 ]         |
| 59.  | 94     | 30. 1. 2013.       | Краљевски стадион Бафокенг, Рустенбург, Јужноафричка Република | Алжир        | 1 : 2  | 2 : 2            | Афрички куп нација 2013.                  | [ 652 ]         |
| 60.  | 96     | 14. август 2013.   | Стадион Метлајф, Ист Радерфорд, САД                            | Мексико      | 1 : 3‡ | 1 : 4            | Пријатељска                               | [ 653 ]         |
| 61.  | 97     | 7. септембар 2013. | Стадион Феликс Уфуе Боањи, Абиџан, Обала Слоноваче             | Мароко       | 1 : 1‡ | 1 : 1            | Квалификације за Свјетско првенство 2014. | [ 654 ]         |
| 62.  | 98     | 12. октобар 2013.  | Стадион Феликс Уфуе Боањи, Абиџан, Обала Слоноваче             | Сенегал      | 1 : 0‡ | 3 : 1            | Квалификације за Свјетско првенство 2014. | [ 655 ]         |
| 63.  | 100    | 5. март 2014.      | Стадион краља Бодуена, Брисел, Белгија                         | Белгија      | 1 : 2  | 2 : 2            | Пријатељска                               | [ 656 ]         |
| 64.  | 101    | 30. мај 2014.      | Стадион Дом у америчком центру, Сент Луис, САД                 | БИХ          | 1 : 2  | 1 : 2            | Пријатељска                               | [ 657 ]         |
| 65.  | 102    | 4. јун 2014.       | Стадион Тојота, Фриско, САД                                    | Салвадор     | 2 : 0  | 2 : 1            | Пријатељска                               | [ 658 ]         |

## Успјеси

### Клупски
Челси
- Премијер лига (4): 2004/05, 2005/06, 2009/10, 2014/15[659]
- ФА куп (4): 2006/07,[135] 2008/09,[207] 2009/10,[247] 2011/12[660]
- Лига куп (3): 2004/05,[661] 2006/07,[662] 2014/15;[663] финале: 2007/08[161]
- Комјунити шилд (2): 2005,[664] 2009[665]
- Лига шампиона (1): 2011/12;[666] финале: 2007/08[667]

Галатасарај
- Суперлига Турске (1): 2012/13[668]
- Куп Турске (1): 2013/14[669]
- Суперкуп Турске (1): 2013[670]

Финикс рајзинг УСЛ Западна конференција (1): 2018

### Индивидуално
- Играч године Лиге 1 (1): 2003/04[67]
- Тим године Лиге 1 (1): 2003/04[671]
- Гол године Лиге 1 (1): 2003/04[672]
- Играч мјесеца Лиге 1 (2): јануар 2004, мај 2004[673]
- Златна лопта часописа  (1): 2004[674]
- Играч утакмице Комјунити шилда (1): 2005[675]
- КАФ тим године (5): 2005,[676] 2006,[677] 2009,[678] 2010,[679] 2012[680]
- Афрички фудбалер године (2): 2006,[681] 2009[682]
- Идеални тим Афричког купа нација (3): 2006,[683] 2008,[684] 2012[685]
- Најбољи фудбалер Обале Слоноваче (3): 2006, 2007, 2012[686]
- Најбољи стријелац Премијер лиге (2): 2006/07,[687] 2009/10[688]
- Најбољи асистент Премијер лиге (1): 2006/07[689]
- Тим године Премијер лиге (2): 2006/07,[142] 2009/10[690]
- Тим године по избору европских новинара (1): 2006/07[691]
- Играч године Челсија по избору играча (1): 2007[692]
- најбољих 11 (1): 2007[693]
- УЕФА тим године (1): 2007[694]
- Бронзана лопта часописа  (1): 2007[674]
- Трофеј Алан Хардакер (1): 2007[695]
- афрички фудбалер године (1): 2009[696]
- гол мјесеца (1): октобар 2009[697]
- Најутицајнијих 100 људи часописа  (1): 2010[698]
- Играч године Челсија (1): 2010[699]
- Играч утакмице финала ФА купа (1): 2010[700]
- Играч утакмице финала Лиге шампиона (1): 2012[701]
- Спортиста године по избору часописа  (1): 2012[702]
- Фудбалер године у Турској (1): 2013[703]
- Златно стопало (1): 2013[704]
- Награда дух игре Премијер лиге (1): 2015[705]
- Награда фудбалских новинара у Енглеској (1): 2015[706]
- Играч мјесеца МЛС лиге (2): септембар 2015,[707] октобар 2015[708]
- Најбољи стријелац Монтреал импакта (1): 2015[709][710]
- Учесник МЛС ол-стар утакмице (1): 2016[711]
- Почасни трофеј удружења фудбалера у Француској: 2019[712]
- Награда предсједника Уефе: 2020[713]
- Афрички тим снова свих времена: 2021[714]
- Кућа славних Премијер лиге: 2022[715]

## Рекорди

### Челси
- Највише голова постигнуто од стране играча ван Енглеске: 164 гола.[716]
- Највише голова постигнуто у финалима купова: 9 голова.[717]
- Највише голова постигнутих у европским такмичењима: 36 голова.[718][719]
- Највише хет-трикова у Премијер лиги: 3 (дијели рекорд).[720]
- Највише голова у једној сезони у Премијер лиги: 29 голова у сезони 2009/10.[721]
- Највише добијених златних копачки Премијер лиге: 2 (2006/07. и 2009/10).
- Највише постигнутих голова у гостима у једној сезони у Премијер лиги: 15 у сезони 2009/10.[722]
- Највише голова у свим такмичењима од стране фудбалера ван Енглеске: 37 голова у сезони 2009/10.[723]
- Први играч који је постигао хет-трик у Лиги шампиона.[724]
- Најстарији играч који је постигао гол у Лиги шампиона: 36 година, 8 мјесеци и 14 дана.[725]

### Остало
Био је рекордер по броју постигнутих голова у европским такмичењима од стране фудбалера из Африке са 50 голова, али је његов рекорд оборио Мохамед Салах у октобру 2022. године. Такође, био је рекордер по броју голова постигнутих за један енглески клуб у Лиги шампиона са 36 голова за Челси, али је његов рекорд оборио Салах у октобру 2022. године, када је постигао 37 гол у Лиги шампиона за Ливерпул.
- Највише асистенција афричког фудбалера у Премијер лиги: 54 асистенције.[730]
- Највише голова и асистенција у сезони комбиновано са другим играчем у Премијер лиги: 36 са Френком Лампардом.[731]
- Један од седам играча који је постигао хет-трик у првом колу Премијер лиге.[732]
- Један од шест играча који су постигли хет-трик у двије или више утакмица заредом у Премијер лиги.[733]
- Једини фудбалер који је постигао гол у оба финала купова у Енглеској у истој сезони и освојио их.[136]
- Једини фудбалер који је постигао барем по гол у три финала енглеског Лига купа.[734]
- Једини фудбалер који је постигао гол у четири финала ФА купа.[735]
- Највише голова постигнутих на новом стадиону Вембли: 8 голова.[736]
- Највише голова постигнутих у Лиги шампиона од стране фудбалера из Африке: 44 голова.[726]
- Најстарији фудбалер из Африке који је постигао гол у Лиги шампиона: 36 година и 259 дана.[737]
- Највише одиграних утакмица у Лиги шампиона од стране фудбалера из Африке: 94 утакмице.[726]
- Један од 11 фудбалера који је постигао хет-трик за више клубова у Лиги шампиона.[738]
- Најбољи стријелац Обале Слоноваче: 65 голова.[739]